# Bad Neuenahr-Ahrweiler
Bad Neuenahr-Ahrweiler is een gemeente in de Duitse deelstaat Rijnland-Palts. Het is de Kreisstadt van de Landkreis Ahrweiler. De stad telt 28.634 inwoners en bestaat uit twee kernen: de mondaine Kuurstad Bad Neuenahr en ten westen daarvan het middeleeuwse ommuurde stadje Ahrweiler. Beide plaatsen zijn gelegen aan de van west naar oost stromende Ahr.

## Bijzonderheid
De infrastructuur, de bezienswaardige gebouwen e.d. zijn, tenzij anders vermeld,  beschreven uitgaande van de situatie van VOOR de overstromingsramp van juli 2021. Waar het teken ++ is vermeld, is bekend, dat het beschrevene daarbij zware, mogelijk onherstelbare schade heeft opgelopen.

## Delen van Bad Neuenahr-Ahrweiler
De stad is onderverdeeld in 13 stadsdelen, gelegen in 10 stadsdistricten (Ortsbezirke of Stadtbezirke). Deze districten zijn:
- Ahrweiler, de westelijke helft van de tweelingstad Bad Neuenahr-Ahrweiler in engere zin
- Bachem, een wijndorp (Frühburgunder-wijngaarden) direct ten zuidoosten van Ahrweiler
- Bad Neuenahr, de oostelijke helft van de tweelingstad Bad Neuenahr-Ahrweiler in engere zin
- Gimmigen, direct ten noorden van Heppingen
- Heimersheim,direct ten zuiden van de B266 en ten oosten van de stad en de A61, incl. het enkele km. verder oostelijke Ehlingen
- Heppingen, enige kilometers ten oosten van de stad, ook ten oosten van de A61, ten noorden van de B266
- Kirchdaun, ietwat afgelegen tussen de bossen, enkele km ten noorden van Gimmigen
- Lohrsdorf, incl. Green; enkele km ten oosten van Heppingen; Lohrsdorf ligt ten noorden van de A 571, Green ten zuiden daarvan
- Ramersbach, hoog gelegen in de bossen, aan het einde van een klein , 11 km lang weggetje vanuit Ahrweiler zuidwaarts
- Walporzheim, enkele kilometers ten west-zuidwesten van Ahrweiler; incl. Marienthal, dat nog 2 kilometer verder naar het westen ligt

Binnen de sedert 1875 zo genoemde stad Bad Neuenahr worden de drie dorpen, waaruit deze plaats is ontstaan, te weten Beul, Hemmessen en Wadenheim, nog als Ortsteile met een beperkte lokale zelfstandigheid beschouwd.

### Wapens

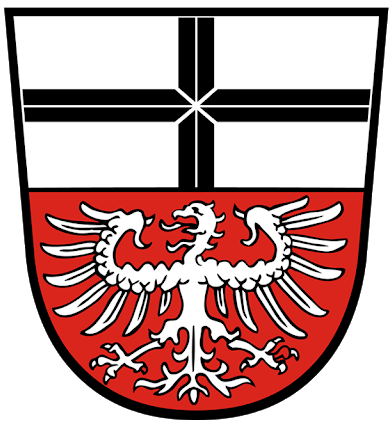
Wapen stad Ahrweiler
Bad Neuenahr
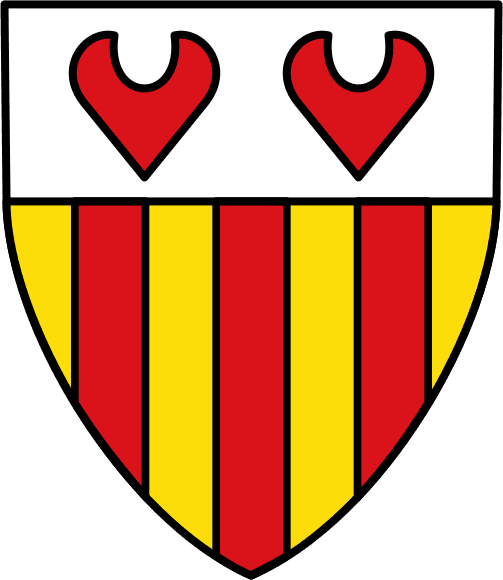
Bachem
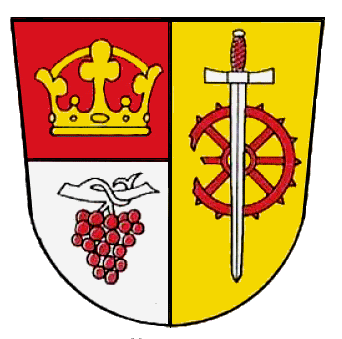
Gimmigen
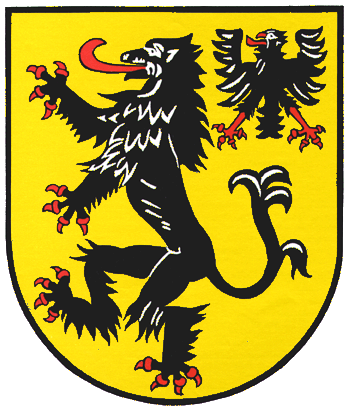
Heimersheim

### Bevolkingsstatistiek
| District     | Onderverdeling                        | Aantal inwoners |
| ------------ | ------------------------------------- | --------------- |
| Ahrweiler    | stadsdeel: Ahrweiler                  | 7.519           |
| Bachem       | stadsdeel: Bachem                     | 1.198           |
| Bad Neuenahr | Ortsteile: Beul; Hemmessen; Wadenheim | 12.888          |
| Gimmigen     | stadsdeel: Gimmigen                   | 748             |
| Heimersheim  | stadsdelen: Heimersheim; Ehlingen     | 3.204           |
| Heppingen    | stadsdeel: Heppingen                  | 899             |
| Kirchdaun    | stadsdeel: Kirchdaun                  | 352             |
| Lohrsdorf    | stadsdelen: Lohrsdorf; Green          | 730             |
| Ramersbach   | stadsdeel: Ramersbach                 | 588             |
| Walporzheim  | stadsdelen: Walporzheim; Marienthal   | 705             |

De overgrote meerderheid van de christenen in de gemeente is rooms-katholiek. Bijna alle kerkgebouwen zijn dat ook. Medio 2021 was van de totale bevolking van de gemeente circa 48,6% rooms-katholiek, 12,7% evangelisch-luthers  en 38,7% aanhanger van een andere geloofsgemeenschap, dan wel atheïst.
Totaal aantal inwoners van de gehele gemeente per 30 juni 2021: 29.290. Uitsplitsing per stadsdeel niet beschikbaar. Bron:www.ewois.de

## Geografie, infrastructuur

### Wegverkeer

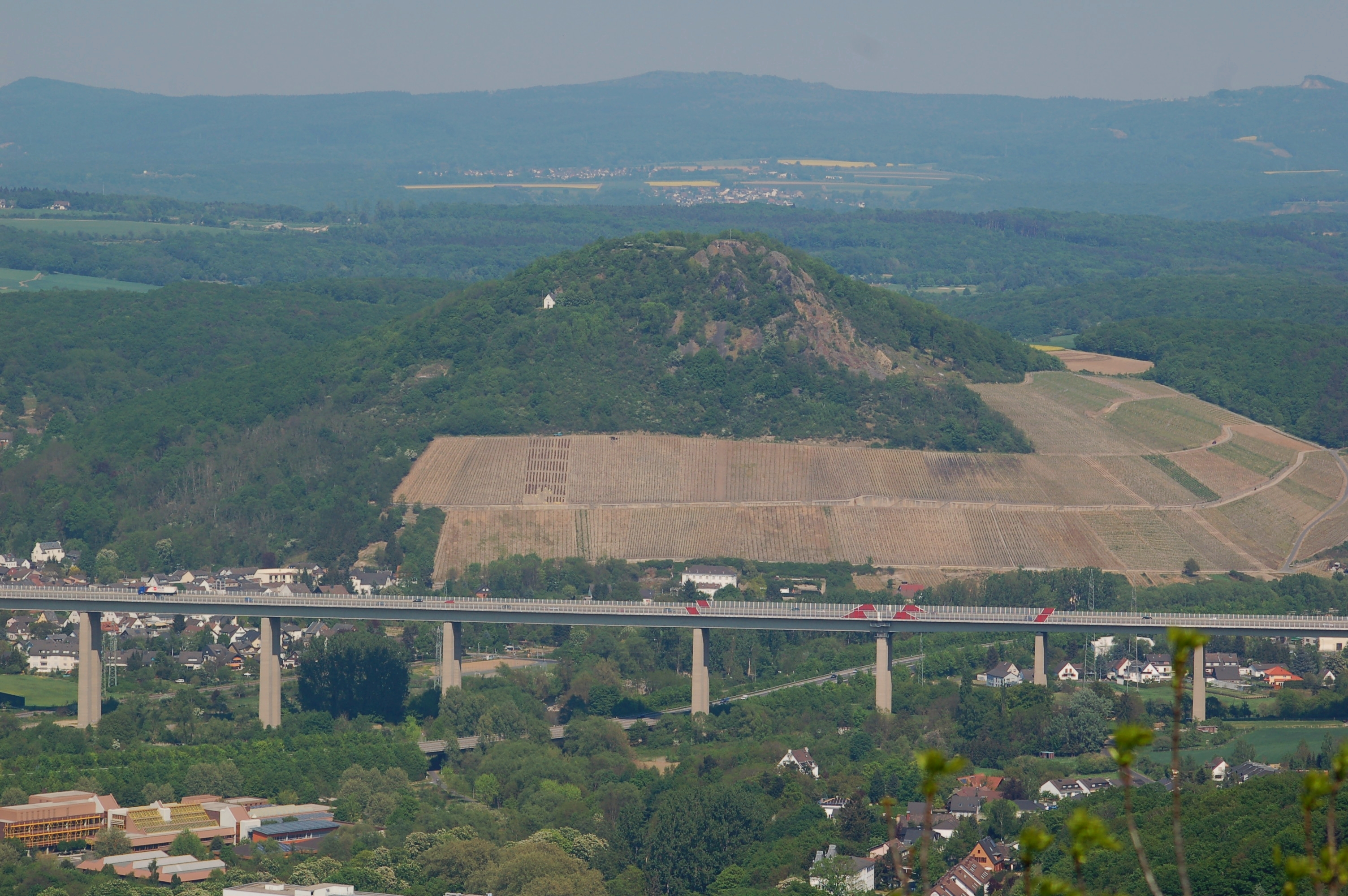
Brug over het dal van de Ahr in de A 61. Op de achtergrond de berg Landskrone.

In de gemeente loopt de oude Bundesstraße 266 vanaf de 10 km oostwaarts gelegen oever van de Rijn tussen Remagen en Sinzig westwaarts naar Bad Neuenahr. In westwaartse richting kronkelt de Bundesstraße 267 langs de Ahr naar Altenahr en komt daar op de Bundesstraße 257 uit.
De belangrijkste verkeersader is echter de Autobahn A 61. Deze is op Dreieck Bad Neuenahr-Ahrweiler ten noorden van de stad verbonden met de Autobahn A 573, die in de stad eindigt. Ten oosten van de stad, bij stadsdeel Heimersheim, takt op Dreieck Sinzig de korte Autobahn A 571 af, die aan de oostkant van Bad Neuenahr eindigt.

### Openbaar vervoer

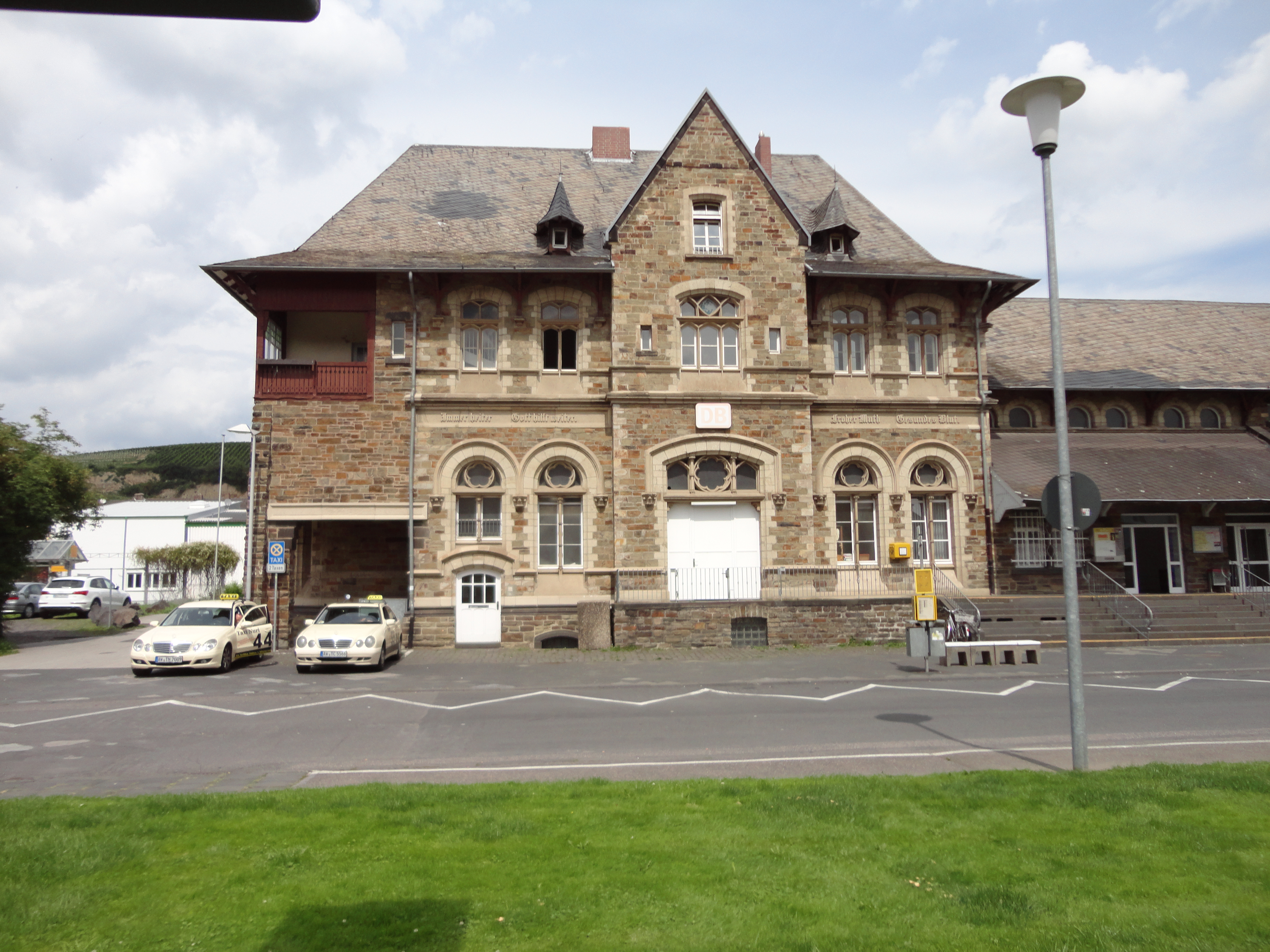
Station Bad Neuenahr
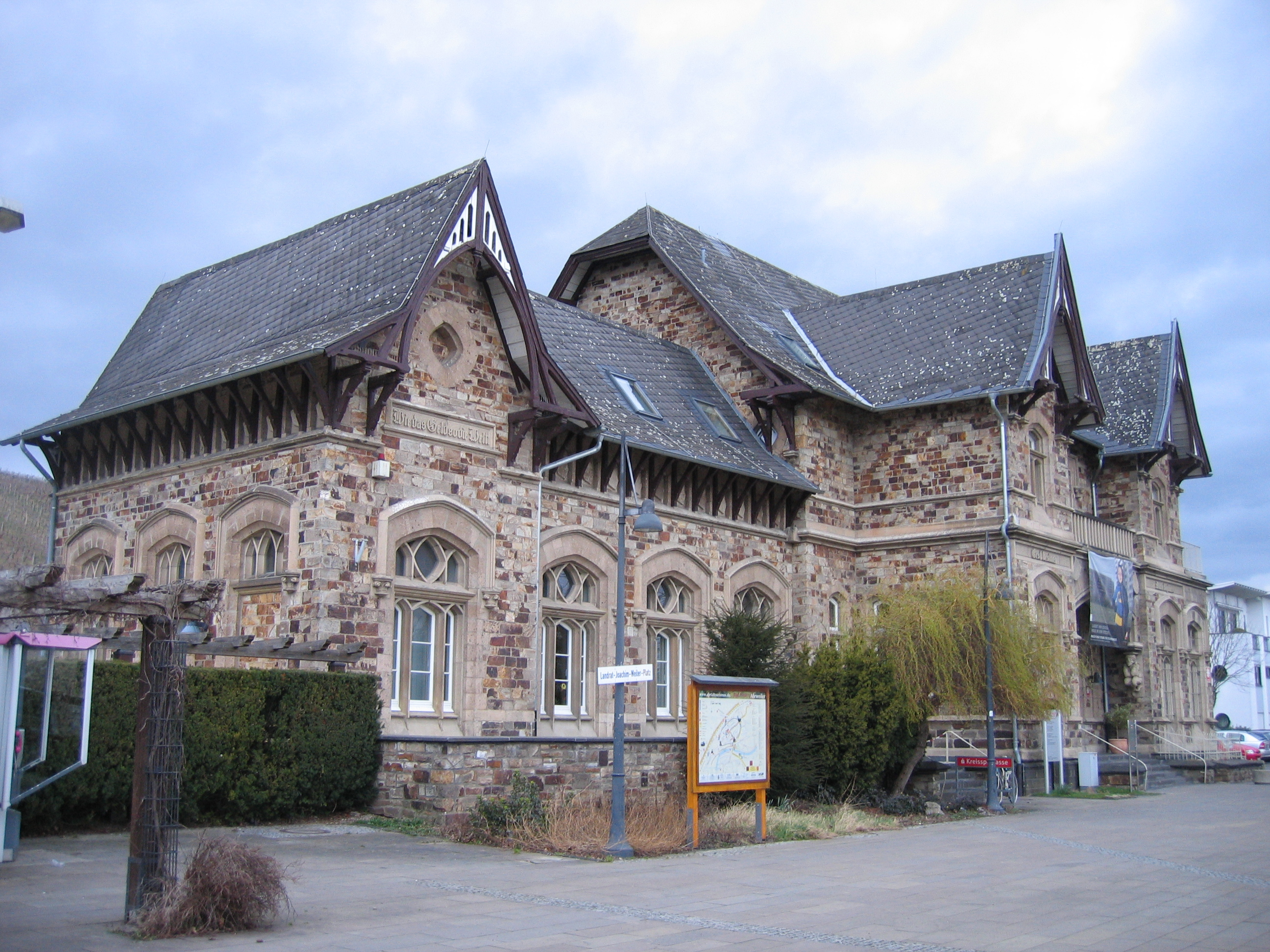
Station Ahrweiler
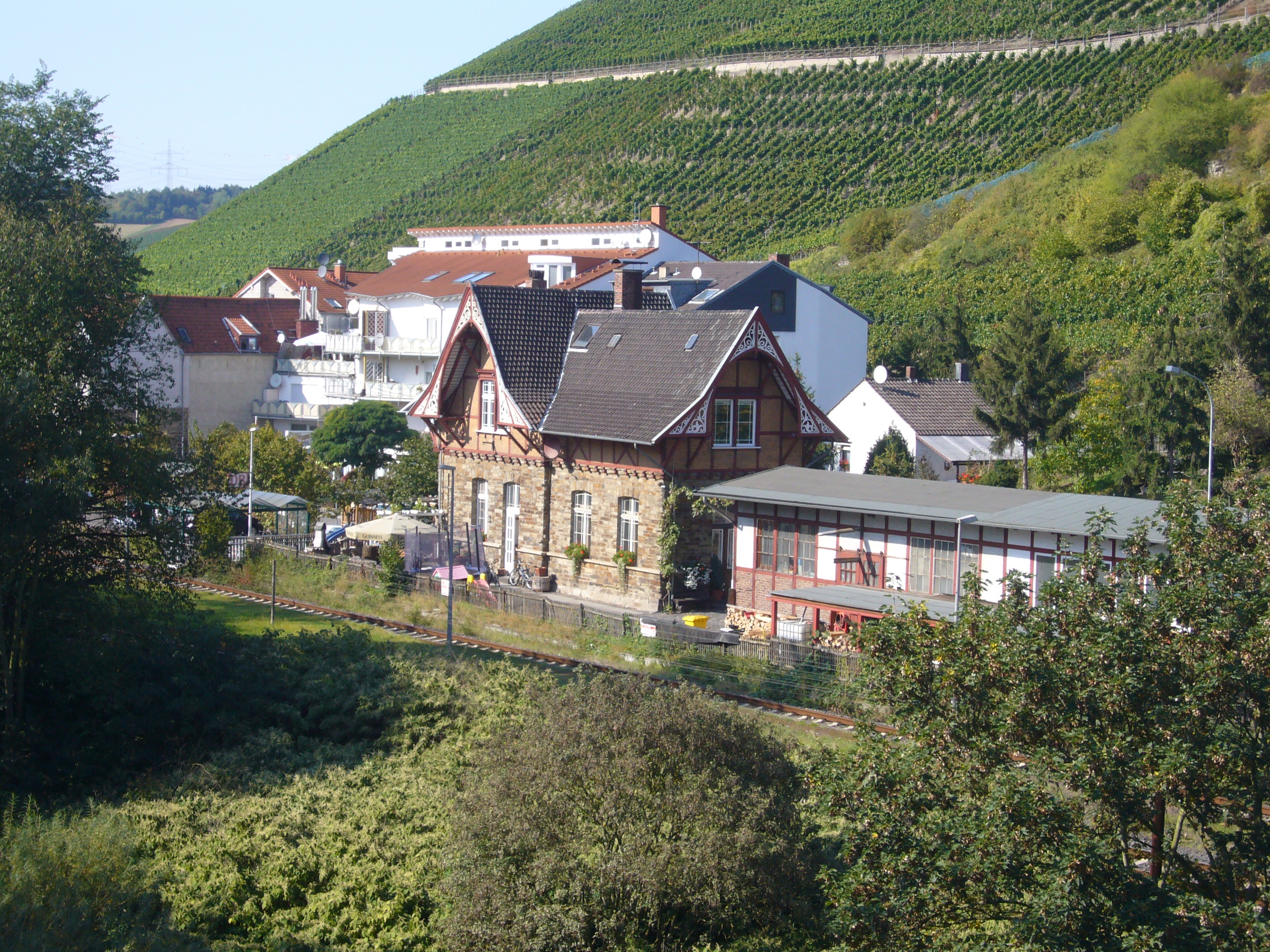
Spoorweghalte Heimersheim

Aan de in 1880 geopende  spoorlijn Remagen - Adenau (++) liggen in de gemeente Bad Neuenahr-Ahrweiler vijf stations en halteplaatsen. Dit zijn:
- Walporzheim (km 15.6 vanaf het eindpunt te Remagen)
- Ahrweiler Markt (14.0)
- Ahrweiler (12.9)
- Bad Neuenahr (10.2)
- Heimersheim (8.0).

De Ahrtal-Express (++) is een toeristisch wegtreintje, dat de bezienswaardigheden van Bad Neuenahr en Ahrweiler met elkaar verbindt.
Het busverkeer is beperkt tot enige buslijnen voor scholieren- en forensenvervoer, die doorgaans buiten de spitsuren en in de weekends niet rijden.

### Vliegverkeer
Bad Neuenahr-Ahrweiler beschikt sedert 1965 over een klein vliegveld direct ten noorden van de stad. Het op 205 meter boven zeeniveau gelegen, niet per openbaar vervoer bereikbare, veldje heeft één geasfalteerde start- en landingsbaan van 500 meter lengte en 15 meter breedte. De Flugplatz Bad Neuenahr-Ahrweiler heeft ICAO-code EDRA.  Het is bedoeld voor de zweefvliegsport, helikopters, luchtballonnen en voor ULV's en kleine sport- en hobbyvliegtuigjes tot maximaal 2 ton gewicht.

## Economie
Het toerisme, mede in samenhang met het kuurbedrijf, is de belangrijkste bron van inkomsten in de gemeente.

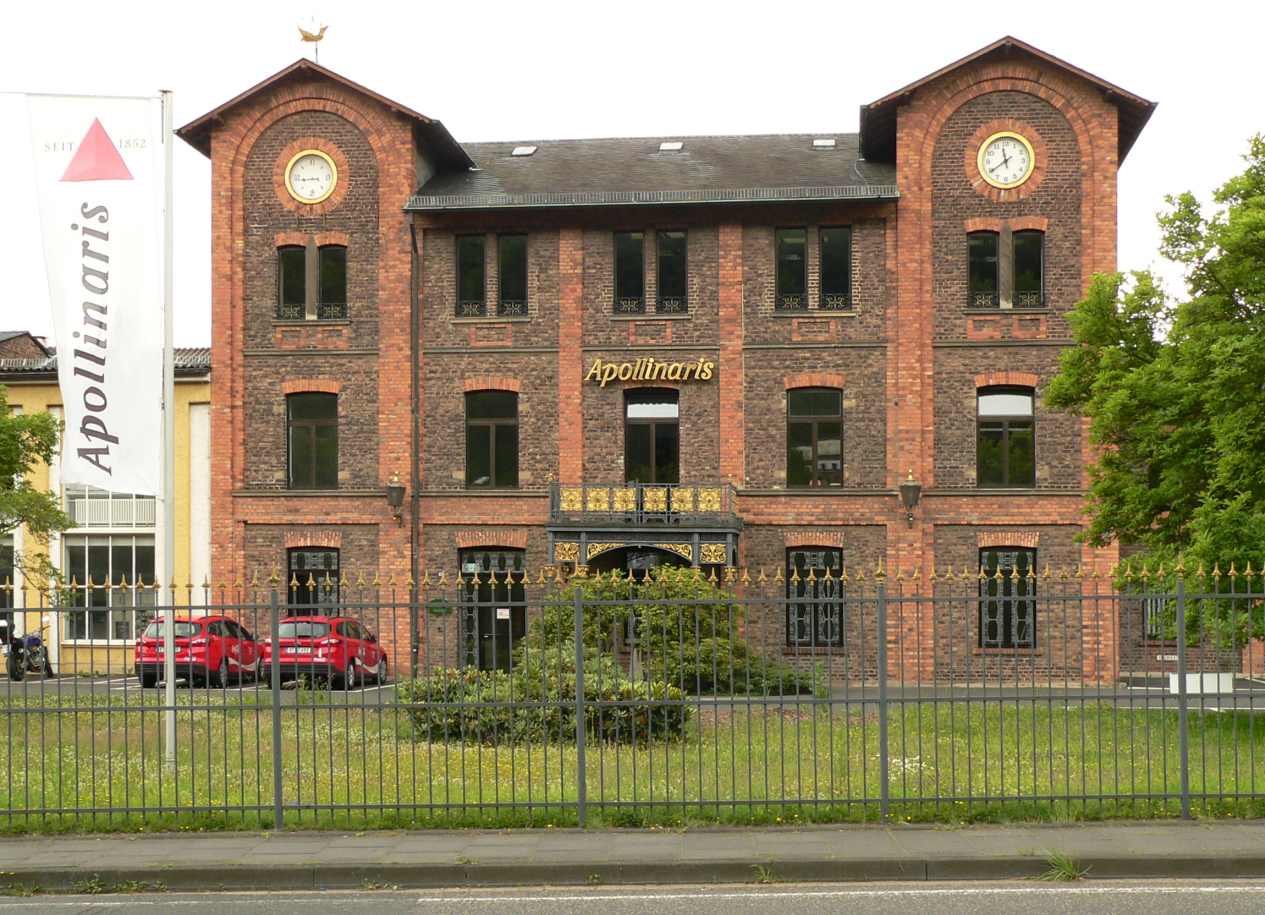
Kantoor van Apollinaris
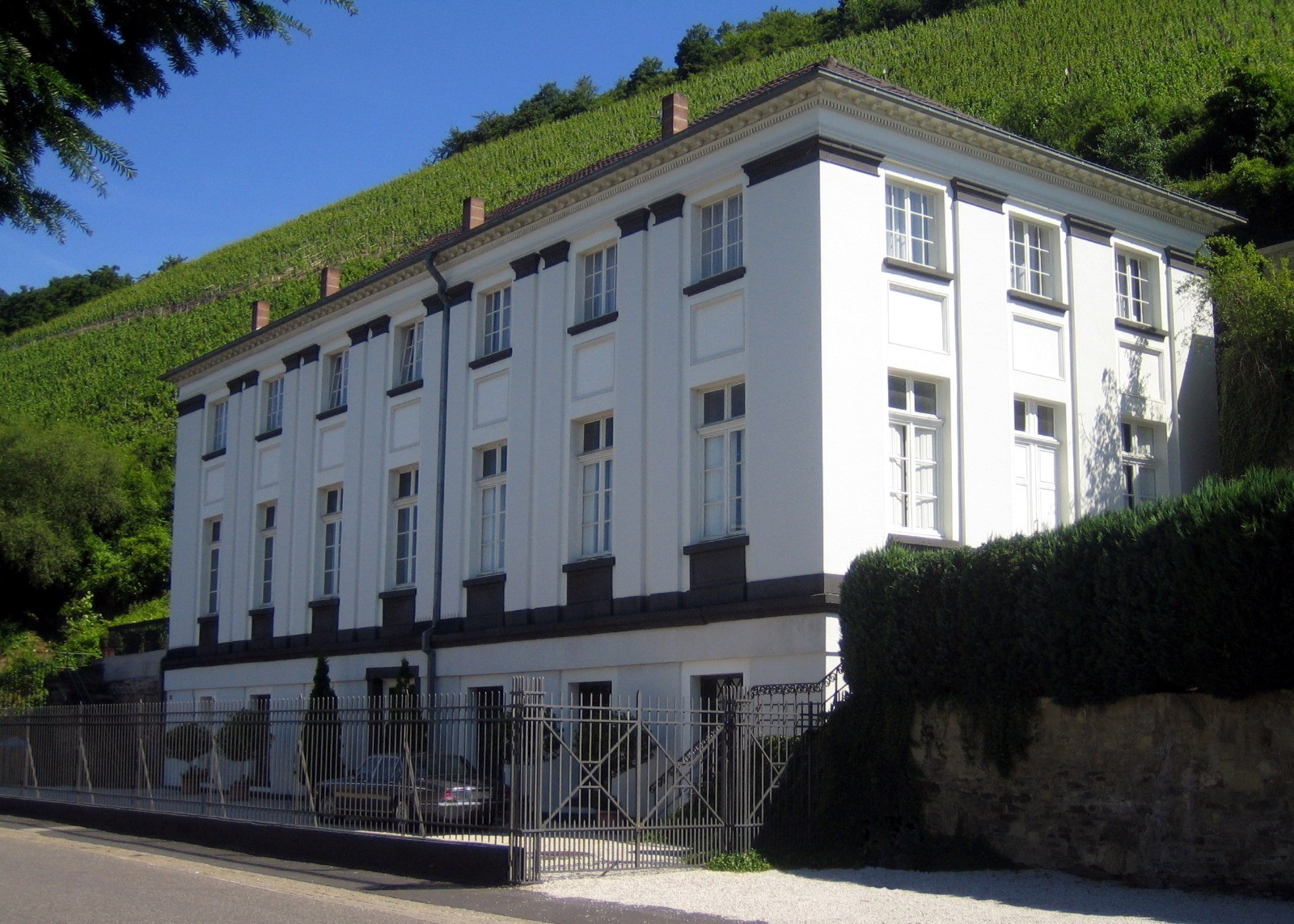
Brunnenhaus (1832) boven de minerale bron van Heppingen, eigendom van Apollinaris

Daarnaast is de fabriek van het Apollinaris mineraalwater nog van economisch belang, alsmede een fabriek (Sachs) van auto-, bromfiets- en fietsonderdelen. In een voormalige kazerne is het kantoor alsmede een intern opleidingsinstituut van een groot vastgoed- taxateursbureau gevestigd.

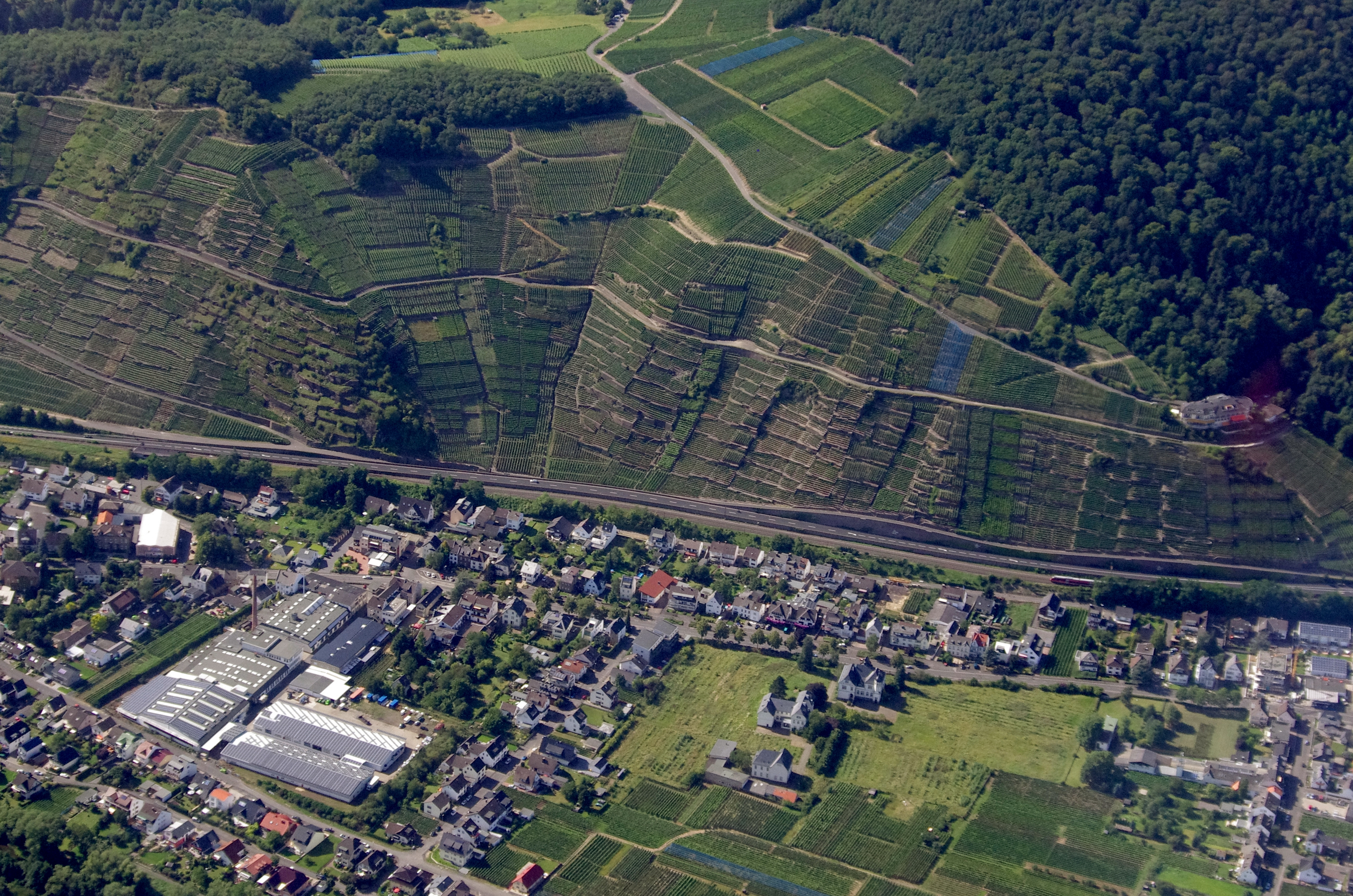
Steile wijnhellingen langs de Ahr te Walporzheim
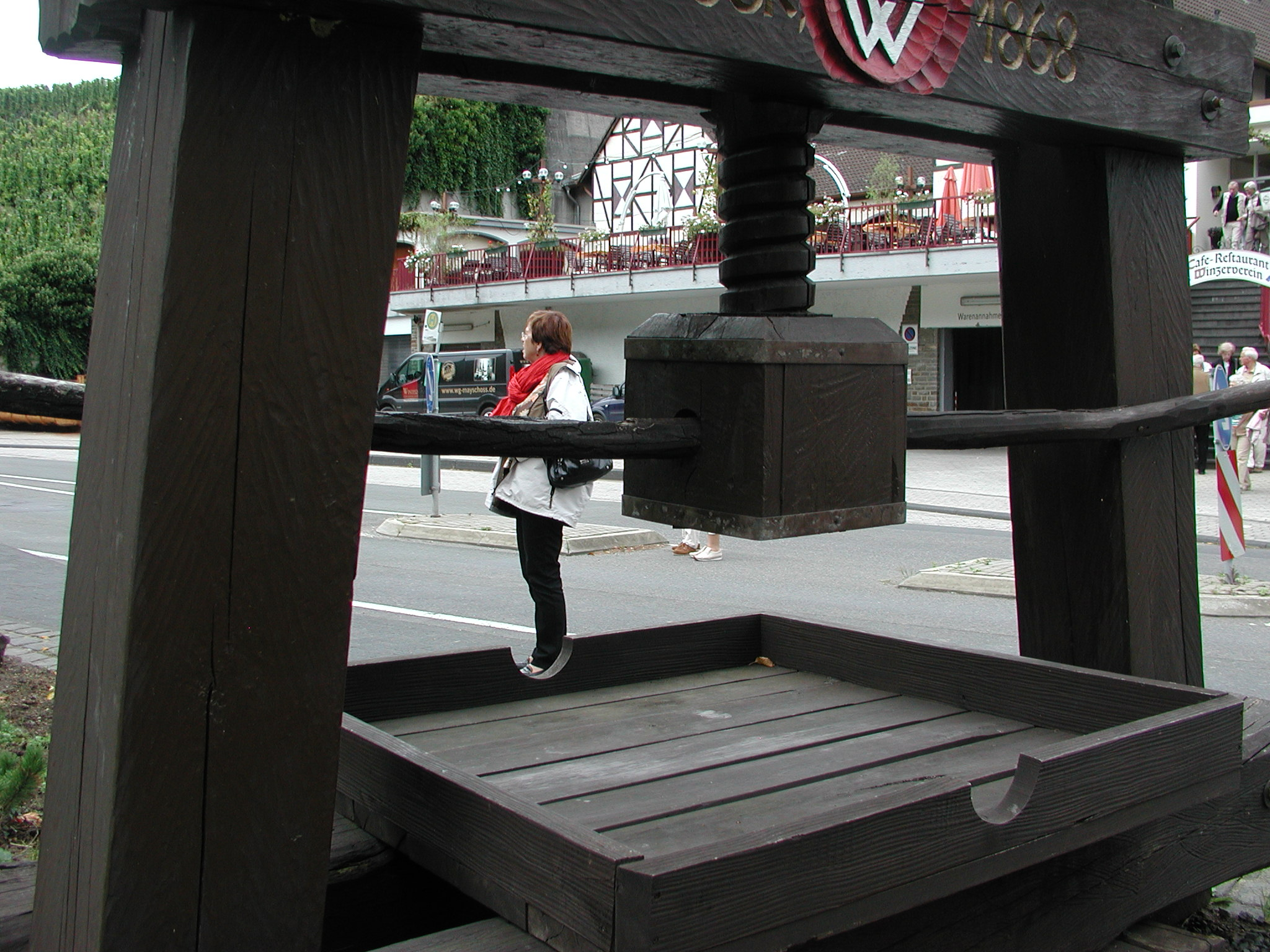
Monumentale 19e-eeuwse wijnpers (++), Ahrweiler

De wijnbouw (oppervlakte: 284 hectare) is ook niet te verwaarlozen. De druiven op de hellingen van de Ahr worden gebruikt voor de productie van rode wijn. De wijnbergen zijn hier en daar te steil om de inzet van landbouwmachines mogelijk te doen zijn.
In de gemeente staan verscheidene ziekenhuizen en andere medische instellingen, die daar zijn gevestigd, omdat Bad Neuenahr een kuuroord is. Los hiervan staat in de gemeente een door het Duitse Rode Kruis geëxploiteerde instelling voor psychotherapie aan kinderen en jongeren.
In de gemeente staat, op de heuvel Godeneltern bij Ahrweiler, een, geheel Duitsland bestrijkend, opleidingsinstituut voor rampenbestrijders, onder wie vrijwilligers van hulporganisaties, militairen, medici, politici en gemeenteambtenaren. Dit draagt sedert 2021 de naam Bundesakademie für Bevölkerungsschutz und Zivile Verteidigung (BABZ).

## Geschiedenis

### Tot 900
Het gebied rondom Bad Neuenahr- Ahrweiler werd tussen 1000 en 500 voor de jaartelling reeds bevolkt door Kelten. Rond het begin van de jaartelling werden dezen door Germanen verdreven. In diezelfde tijd werd het gebied een deel van het Romeinse Rijk, wat o.a. blijkt uit de vondst van restanten van Romeinse gebouwen  direct ten westen van Ahrweiler.

### 900-1800
Uit een register van bezittingen van de Abdij van Prüm uit 893 blijkt, dat Ahrweiler toen reeds bestond. Deze plaats verkreeg van de toenmalige landheer, de aartsbisschop van Keulen, Koenraad van Hochstaden, die Ahrweiler twee jaar eerder door schenking had verkregen,  in 1248 stadsrechten. Niet lang daarna werd met de bouw van de stadsmuren (1250) en van de St. Laurentiuskerk (1269) begonnen. In 1349 vond, omdat velen hen voor de Zwarte Dood (pestepidemie) verantwoordelijk hielden, een pogrom tegen de Joden in de stad plaats.
In 1343 verkreeg het hertogdom Gulik het intussen in het graafschap Nieuwenaar gelegen gebied in leen. In 1366 trad Ahrweiler toe tot een door o.a. Willem van Gennep, aartsbisschop van Keulen, en hertog Jan III van Brabant gesloten tienjarig verbond met de naam Landsfriedensbündnis Maas-Rhein. Dit verbond, oorspronkelijk voor tien jaar, werd regelmatig verlengd, en droeg bij aan politieke stabiliteit in de regio. Toch vond de volgende aartsbisschop van Keulen, Frederik III van Saarwerden, het in 1372 nodig om kasteel Neuenahr te verwoesten en Neuenahr te bezetten en zo weer direct onder Kuurkeuls gezag te brengen. Gedurende de twee volgende eeuwen was de gezagsverhouding in Ahrweiler en Neuenahr onoverzichtelijk; leenmannen en achterleenmannen bezaten delen van het gebied en voerden vaak onderling twist. In 1546 werd het graafschap Nieuwenaar door het Hertogdom Gulik heroverd en als Amt Neuenahr ingelijfd.
Ook in deze gemeente vonden in de 16e en 17e eeuw verscheidene heksenprocessen en daarop volgende executies plaats, die tientallen vrouwen op afschuwelijke wijze het leven kostten.
Heimersheim is eigenlijk een, als versterking tegen eventuele langs de Rijn trekkende vijanden, in de 15e eeuw ommuurd stadje. Het werd in de Dertigjarige Oorlog in 1646 door protestantse troepen verwoest. De begin 15e-eeuwse Westpoort als enig restant van de stadsommuring getuigt hier nog van.
In de Dertigjarige Oorlog (1618-1648) wisselde het gebied verscheidene malen van heer en werd verscheidene malen geplunderd, in brand gestoken en deels uitgemoord. Direct na deze oorlog, in 1648, sloeg een verschrikkelijke pestepidemie toe.
In 1685 erfde Filips Willem van de Palts , heer van de Kurpfalz, Gulik en dus ook Neuenahr en Ahrweiler.  In de Negenjarige Oorlog (1688-1697) veroverden Franse troepen van Lodewijk XIV Ahrweiler  in september 1688. Op 1 mei 1689 staken de Fransen de stad in brand. Slechts 10 huizen en de kerk bleven overeind staan. Gedurende de 18e eeuw was er sprake van een ingewikkelde, versnipperde territoriale situatie in het gebied van de gemeente:
- Ahrweiler en de dorpen Bachem, Marienthal en Walporzheim maakten deel uit van het prinsbisdom Keulen, dat deze plaatsen door een landvoogd liet besturen;
- Ramersbach, alsmede de drie dorpen van het huidige Bad Neuenahr (Wadenheim, Beul en Hemmessen) behoorden tot het ambt Nieuwenaar van het Hertogdom Gulik;
- Heimersheim, Heppingen en Ehlingen behoorden tot het ambt Sinzig-Remagen van het Hertogdom Gulik;
- Lohrsdorf en Green behoorden tot de min of meer onafhankelijke Heerlijkheid Landskron, ontstaan rondom een kasteel, dat in de middeleeuwen op de berg van die naam had gestaan en dat door steeds wisselende heren bestuurd was; het kasteel was in de 17e eeuw namens Gulik o.a. door Nederlandse troepen bezet geweest; na de verovering door de Fransen werd het rond 1690 geslecht.
- Gimmigen en Kirchdaun waren gemeenschappelijk bezit van de Heerlijkheid Landskron en het ambt Sinzig-Remagen van het Hertogdom Gulik.

### Na 1800
Van 1798 tot 1814 maakte het gebied deel uit van Frankrijk. Zie ook: Napoleon Bonaparte.
Na het Wener Congres van 1815 kwam  de gemeente te liggen in het Koninkrijk Pruisen, dat in 1871 in het Duitse Keizerrijk opging. In deze periode begon de industrialisatie.  Reeds in 1834 werd een straat met daarin een tunnel bij Altenahr aangelegd. Het toerisme kwam op gang, en tussen 1852 en 1856 ook het kuurbedrijf in Neuenahr en de dorpen daaromheen. In 1880 verkregen Ahrweiler en Neuenahr aansluiting op het spoorwegnet.
De drie dorpen, waaruit Bad Neuenahr is ontstaan, bestaan reeds sedert de middeleeuwen, Wadenheim zelfs al sedert het jaar 992. In 1875 fuseerden deze tot de plaats Neuenahr, die in 1951 de status van stad verkreeg.
De eerst ontdekte minerale bron, te Heppingen, wordt al sedert 1565 geëxploiteerd, en wel voor oraal gebruik (om het bronwater te drinken). De rechten, verbonden aan de geneeskrachtige bron te Heimersheim, werden in de 19e eeuw aan het kuurbedrijf van Neuenahr overgedragen.
In 1938 vond ook te Ahrweiler en Bad Neuenahr de Kristallnacht plaats. De synagoge te Ahrweiler werd gedeeltelijk verwoest. De jodenvervolging door de nazi's leidde tot de volledige uitmoording van de circa 135 joden in de gemeente.
In de Tweede Wereldoorlog, met name in 1944 en 1945, werd Ahrweiler verscheidene malen door geallieerde luchtaanvallen getroffen.
De gemeente Bad Neuenahr-Ahrweiler ontstond door een fusie tussen 6 kleinere gemeenten, waaronder Ahrweiler en Bad Neuenahr, in 1969. Ramersbach werd in 1974 aan de gemeente toegevoegd.
De overstromingen in Europa in juli 2021 richtten in Ahrweiler en Bad Neuenahr zeer zware schade aan. Met name bruggen over de Ahr, wegen, spoorwegen, de kuurinrichtingen en veel horecagelegenheden werden verwoest. Er viel een niet precies becijferd aantal doden. Ook in 1910 had zich reeds, zij het op kleinere schaal en met geringer verlies aan mensenlevens, zo'n overstromingsramp voorgedaan.
- Zie ook: graafschap Nieuwenaar
- Zie ook: hertogdom Arenberg (-1803)

### Tunnels onder de wijnbergen

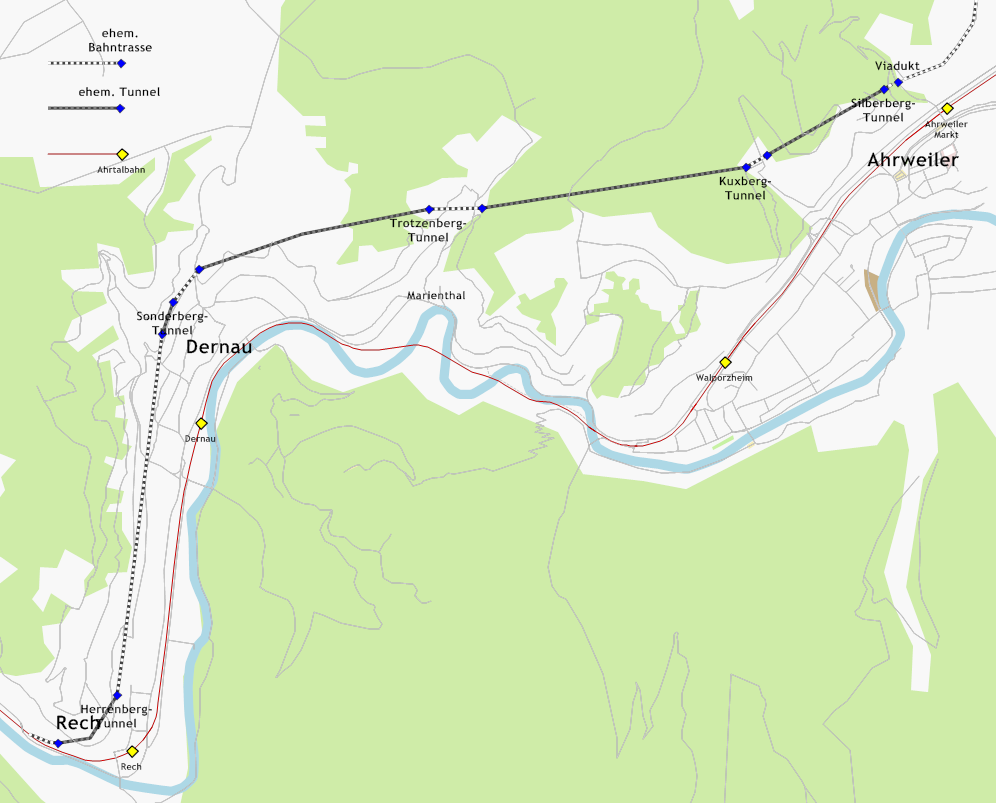
Tracé onvoltooide spoorlijn langs de Ahr met situering tunnels (deels op basis van inschattingen)
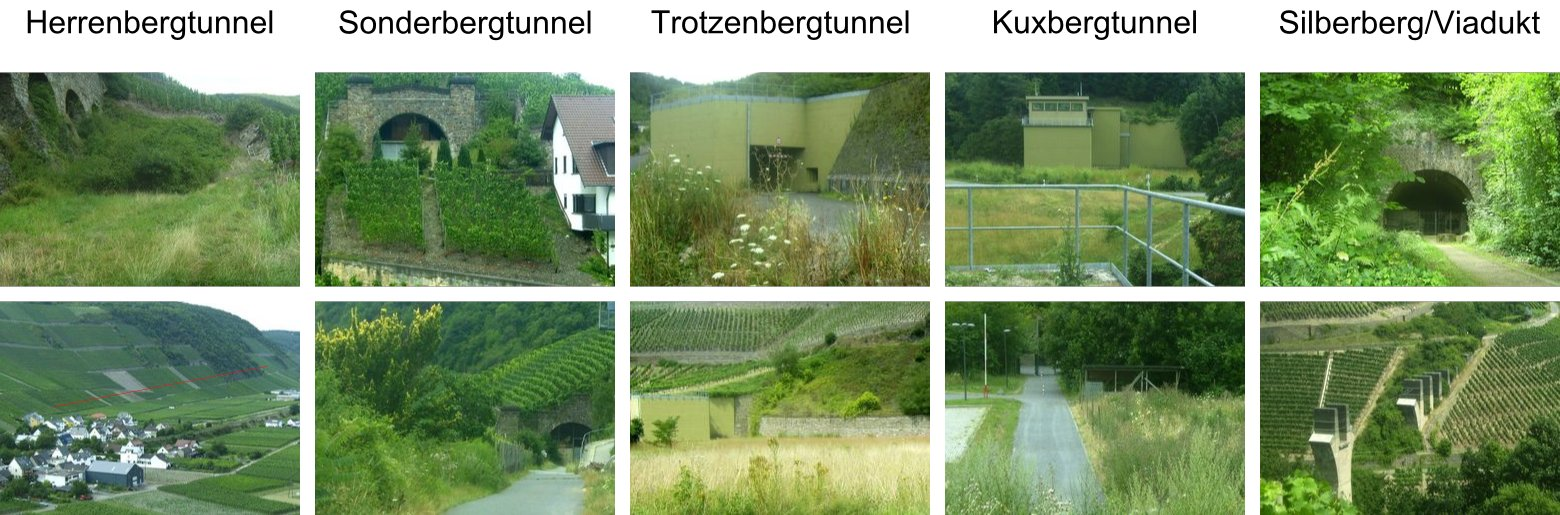
De 5 tunnels op dit kaartje
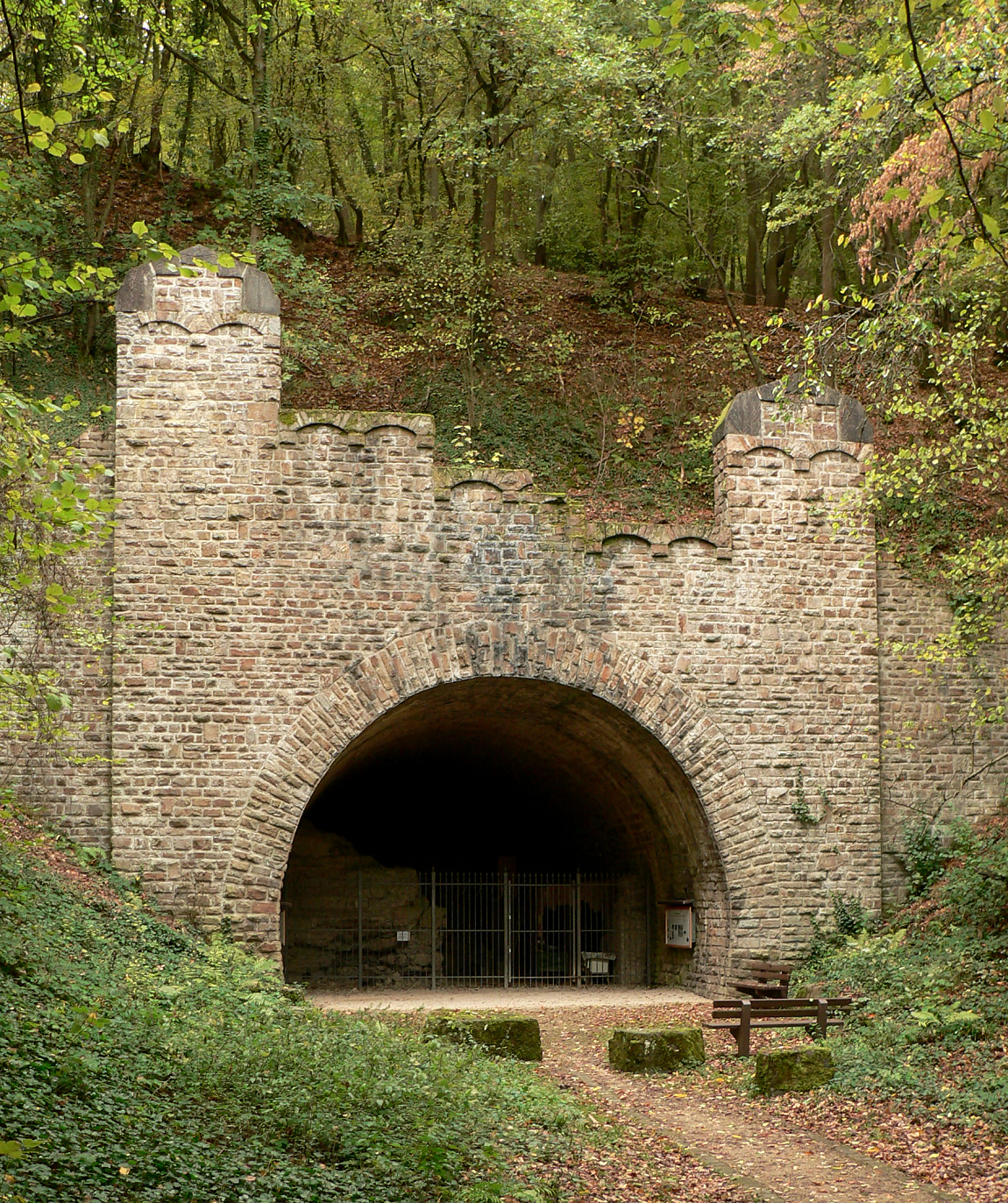
Oostelijke ingang Silberbergtunnel, gedenkplaats
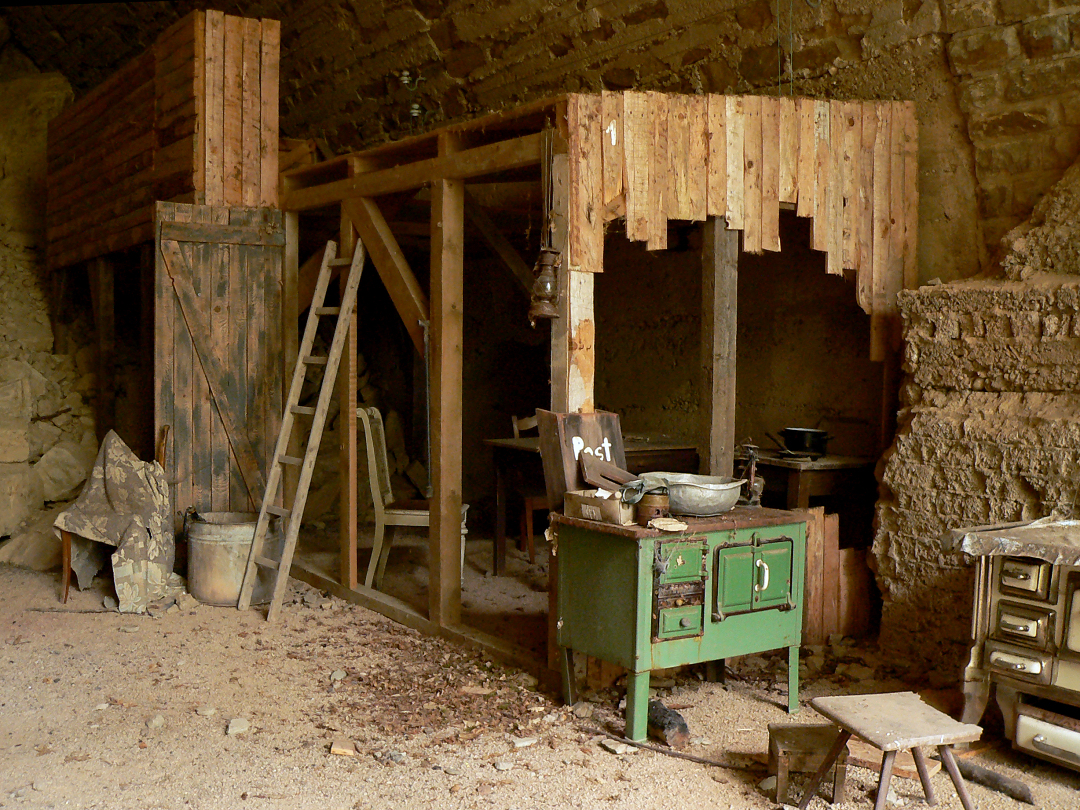
Noodwoning in de Silberbergtunnel (Büdchen, 1944-1945, reconstructie)
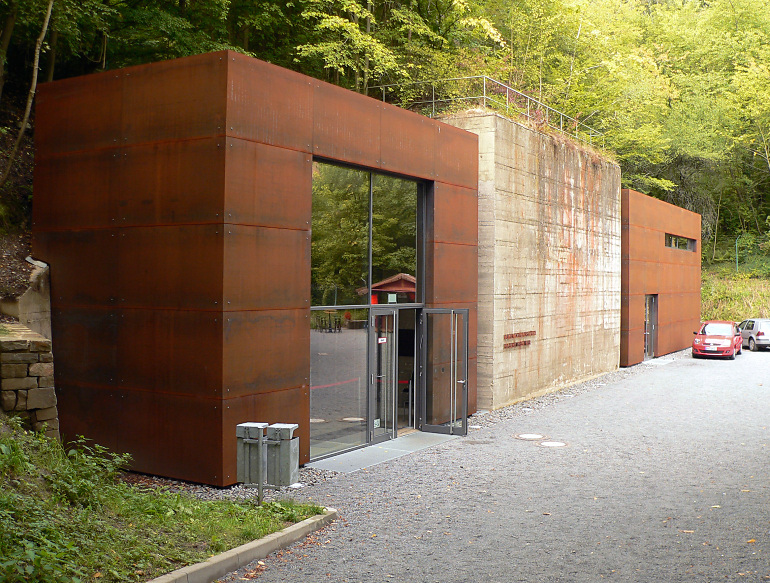
Ingang museum Regierungsbunker

In het begin van de 20e eeuw liet het Duitse Keizerrijk, om militair-strategische redenen,  een grotendeels ondergrondse spoorlijn aanleggen van het Ruhrgebied naar de grens met Frankrijk in het Saarland. Deze spoorlijn werd Strategischer Bahndamm genoemd. In 1910 werd in de berghellingen aan de noordzijde van de Ahr begonnen met het baanvak tussen Rech aan de Ahr en Ahrweiler. Door de economische crisis van 1923 werd de spoorlijn nooit afgebouwd. De tunnels waren al wel gegraven, maar er lagen nog geen rails in.  Zie ook: Spoorlijn Rech - Erftstadt.
In de jaren 1930 werd  een deel van de tunnels als champignonkwekerij gebruikt.
Tegen het eind van de Tweede Wereldoorlog, in 1944 en 1945, was met name de  660 meter lange Silberbergtunnel in gebruik als nood-woonverblijf voor de inwoners van Ahrweiler, die geallieerde luchtaanvallen op hun stadje vreesden. In de hutjes (Büdchen) in de tunnel hebben, in tot 20 mensen per hutje,  maximaal circa 2.500 mensen tegelijk hier gebivakkeerd. Tussen deze hutjes door liep een fietspad met de ironische naam Adolf-Hitler-Allee. Een klein museum bij de gedenkplaats aan de oostingang van de tunnel herinnert sedert 2004 hier nog aan.
In andere tunnels, o.a. de Kuxbergtunnel, richtten de nazi's gevangenen- en werkkampen in, waar enige honderden dwangarbeiders, onder wie ook Nederlanders en Belgen, vanaf september 1944 moesten helpen bij de bouw van V-2-wapens. Eén van deze kampen was officieel een concentratiekamp: KZ Rebstock, een buitenkamp van het concentratiekamp Buchenwald. Dit kamp lag deels in de tunnel en deels bovengronds (11 barakken) bij het plaatsje Marienthal. Het kamp was tot 13 december 1944 in gebruik. Hoeveel van de gevangenen in dit kamp omgekomen zijn, is niet bekend.
Na de oorlog, in de periode van de Koude Oorlog, werd op initiatief van o.a. bondskanselier Konrad Adenauer vanaf ca. 1950 een locatie gezocht voor een tegen aanvallen door kernwapens bestand zijnde regeringsbunker. Van daaruit zou de Duitse Bondsregering in crisissituaties het land moeten kunnen blijven besturen. In 1960 werden de tunnels ten noorden van de Ahr als locatie voor de Regierungsbunker uitgekozen. De bunker was in 1972 voltooid, en kon 3.000 mensen huisvesten. Omstreeks 1999 was de bunker overbodig geworden. Een gedeelte werd ontmanteld. Een ander gedeelte werd als museum ingericht. De Regierungsbunker is Europees cultureel erfgoed. Zie voor een zeer uitvoerig artikel hierover op de Duitse Wikipedia: Regierungsbunker (Deutschland).

## Bezienswaardigheden, toerisme

### Kuurbedrijf

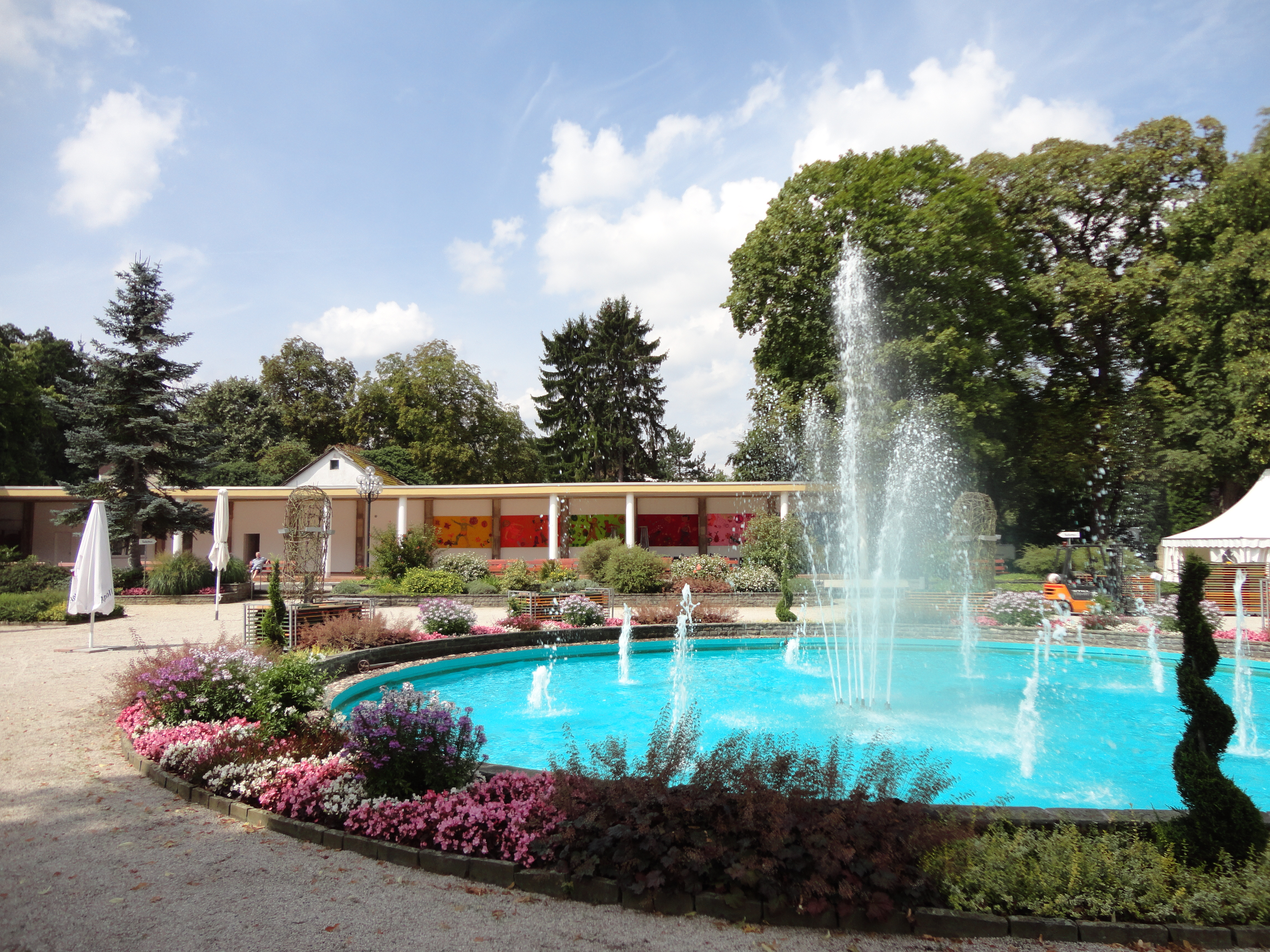
Bad Neuenahr, kuurpark (++)
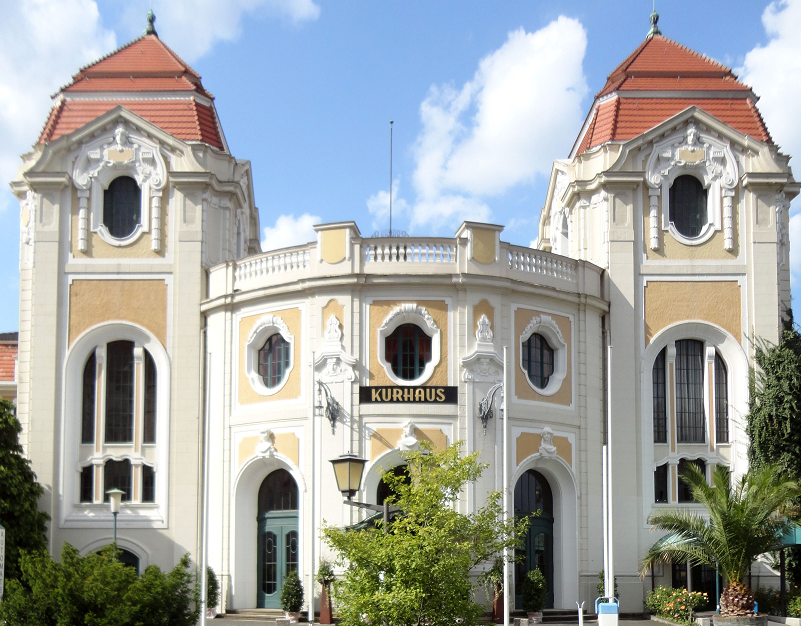
Kurhaus van Bad Neuenahr (++)
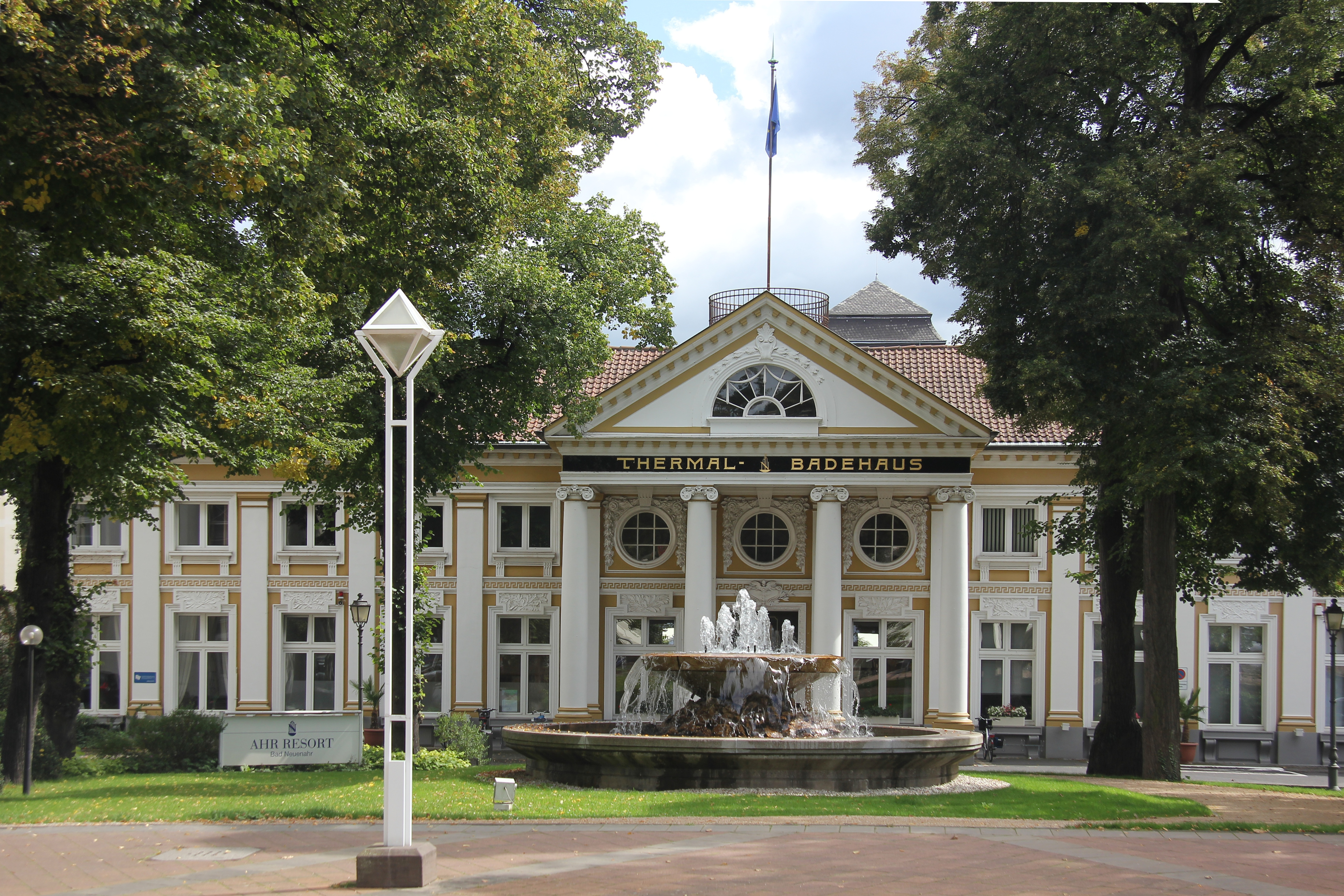
Thermal-Badehaus, Bad Neuenahr (++)
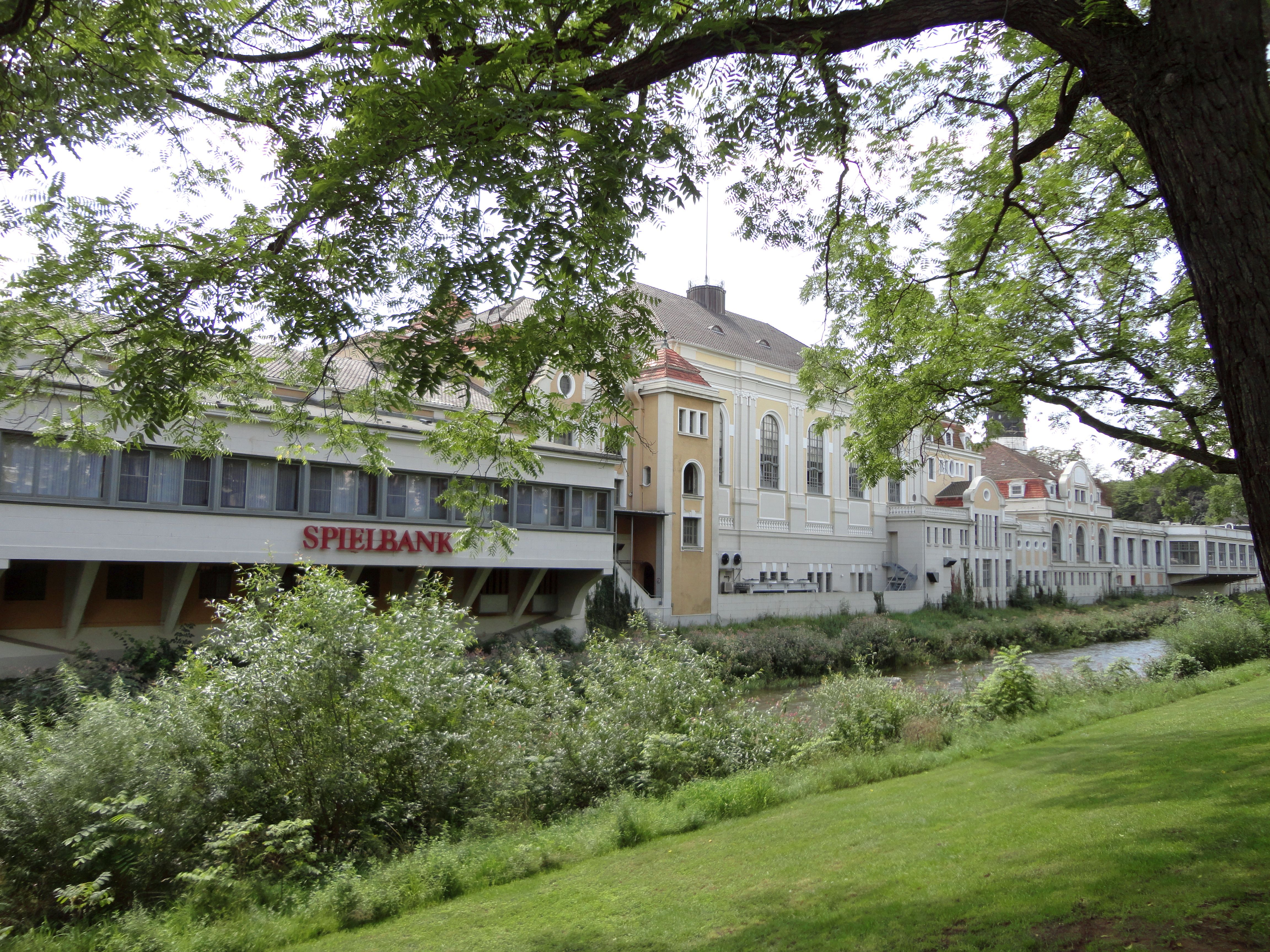
Casino, Bad Neuenahr (++)
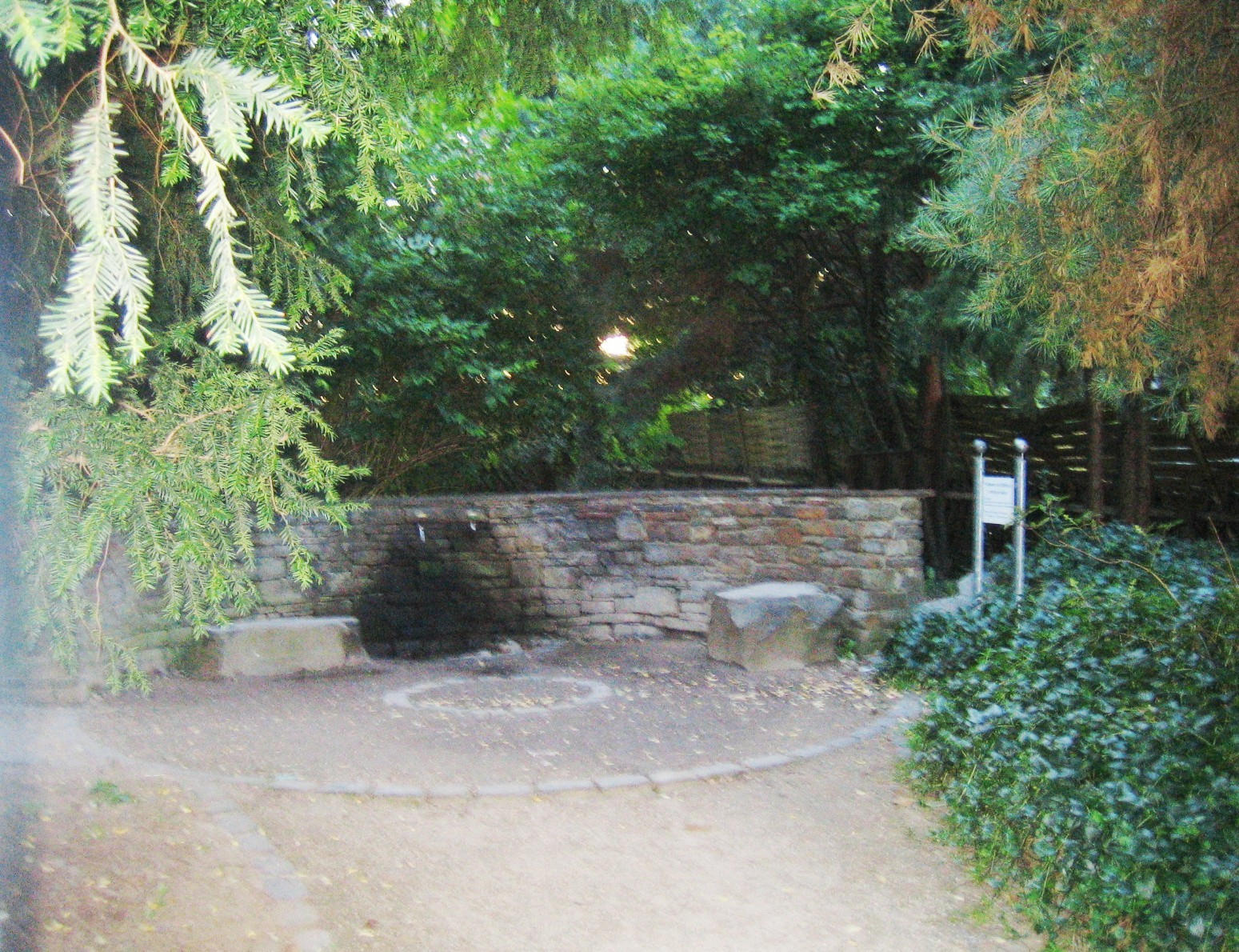
Tappunt bronwater te Heppingen

Bad Neuenahr is sedert de ontdekking in 1852 en het begin van de exploitatie in 1858 van natriumwaterstofcarbonaat (NaHCO3) bevattende, als geneeskrachtig beschouwde, bronnen een kuuroord. In 1927 werd Neuenahr door de overheid als kuuroord (Heilbad) erkend en mocht de plaats zich Bad Neuenahr gaan noemen. Bad Neuenahr is een typisch voorbeeld van een mondain Duits kuuroord (vrijwel het gehele kuurcentrum: ++), met luxe hotels, een casino, gebouwen voor het drinken of inhaleren van, of baden in, het als geneeskrachtig beschouwde bronwater. Ook is er een fraai aangelegd kuurpark, omstreeks 1860 ontworpen door de bekende Pruisische tuin- en landschapsarchitect Peter Joseph Lenné. Rondom het kuurcentrum lagen in 2019, blijkens de website van de gemeente, in totaal vijftien klinieken, gezondheidscentra en gespecialiseerde artsenpraktijken.
Ook te Heimersheim en Heppingen bevinden zich minerale bronnen. Die te Heppingen, eigendom van Apollinaris, is voorzien van een tappunt, waar de plaatselijke bevolking op gezette tijden onder toezicht van de gemeente Bad Neuenahr-Ahrweiler kosteloos bronwater mag tappen.

### Kerkgebouwen e.d.
- De parochiekerk van Ahrweiler, kerkpatroon St. Laurentius, is een drieschepige hallenkerk en stamt in zijn huidige vorm, volgens vermeldingen, uit 1269. De kerk staat centraal in het stadje en heeft op de westelijke dakaanzet een achtkantige toren aan de bovenzijde afgesloten met topgevels en een achtkante spits. Ze werd in 1902 gerenoveerd. (interieur ++[6])
- Diverse dorpen in de gemeente hebben een oud dorpskerkje of -kapelletje. Het bezienswaardigste hiervan is de deels 13e-eeuwse kapel St. Cosmas en Damianus te Gimmigen; zie verder onderstaande afbeeldingen.
- Te Heimersheim staat de, kort na 1200, deels in romaanse stijl gebouwde St. Mauritiuskerk, met oude 13e-eeuwse glasramen, en in het interieur een 16e-eeuws Kruisdragings-altaar.
- Het in 1838 gestichte ursulinenklooster Kalvarienberg of Calvarienberg, aan de zuidrand van Ahrweiler, ligt op een heuveltop. Er loopt een kruisweg met 14 kruiswegstaties naar toe.  Het klooster is in 2017 opgeheven wegens een gebrek aan nieuwe roepingen voor het monastieke leven. De in het klooster aanwezige middelbare scholen blijven in gebruik, evenals een kleine bedevaartkapel ter gedachtenis aan een van de zusters[7], die zalig verklaard is.

### Natuurschoon e.d., wandelen, fietsen
De gemeente ligt in een zeer fraaie, deels bosrijke en heuvelachtige omgeving. Vanaf diverse heuvels, zowel aan de noordkant als aan de zuidkant van het Ahrdal, heeft men fraaie uitzichten op de stadjes en dorpen in het dal. Op de toppen van enkele heuvels bevinden zich (schaarse) ruïnes van oude kastelen of kloosters.
De hoogste heuvel in de gemeente wordt tot het Eifelgebergte gerekend, is 506 meter hoog, ligt in een fraai bosgebied ten noordwesten van Ramersbach en heet Häuschen. Andere heuvels zijn de Steckenberg (371 m), de Landskrone (272 m) en de Neuenahrer Berg (339 m) met daarop een kasteelruïne en de uitzichttoren Langer Köbes.
Eén van de door de Eifelverein uitgezette langeafstands-wandelroutes van Monschau naar Sinzig loopt door de gemeente. Een fietsroute, de Ahr-Radweg (++), loopt door de gemeente langs de Ahr. Een bekende wandelroute in de streek draagt de naam Rotweinwanderweg.
Ook het landschap aan de Ahr zelf (++) en aan haar zijbeken (++) is fraai, o.a. vanwege hier voorkomende zeldzame planten, vogels en insecten.

### Musea en overige
- Ten westen van Ahrweiler, aan de voet van de Silberberg, staat een museum, gewijd aan de opgraving van een in 1980 ontdekte villa rustica en andere gebouwen uit de tijd van het Romeinse Rijk. Het museum[8] met als opschrift Römervilla, aan de Bundesstraße 267, staat deels bovenop de opgegraven overblijfselen en is een van de belangrijkste Romeinse opgravingssites in geheel Rijnland-Palts. Zie voor een zeer uitvoerig artikel hierover op de Duitse Wikipedia: Römervilla von Bad Neuenahr-Ahrweiler
- Het stedelijk museum van Ahrweiler in de Weiße Turm (Witte Toren) met een veelzijdige collectie inzake de geschiedenis van het stadje (++[9])
- De in 1894 gebouwde synagoge (++) van Ahrweiler is in 1938 bij de Kristallnacht zwaar beschadigd, maar werd na de oorlog gerestaureerd. Het gebouw is grotendeels weer als synagoge ingericht, maar joodse godsdienstoefeningen vinden er niet meer plaats. Het gebouw is gedeeltelijk een gedenkplaats voor de tijdens de shoah omgebrachte joden uit de streek, gedeeltelijk een voorlichtingscentrum over het Joodse geloof en gedeeltelijk een cultureel gebouw voor concerten, lezingen, exposities e.d.
- In de oude binnenstad van Ahrweiler staan nog talrijke oude vakwerkhuizen (aan de lager gelegen straten ++), alsmede de Stadtwache, een soort van politiebureau uit 1780 (thans een kantoor- en winkelpand).
- De Blankartshof, een uit 1680 daterend adellijk landhuis in Ahrweiler, dient als gemeente-archief en toeristisch informatiebureau.
- Rondom de oude binnenstad van Ahrweiler is een groot deel van de middeleeuwse stadsommuring, met 4 stadspoorten, bewaard gebleven (dicht bij de Ahr gelegen gedeelte : ++)

## Stedenband
- Brasschaat (België), sinds 1982

## Afbeeldingen

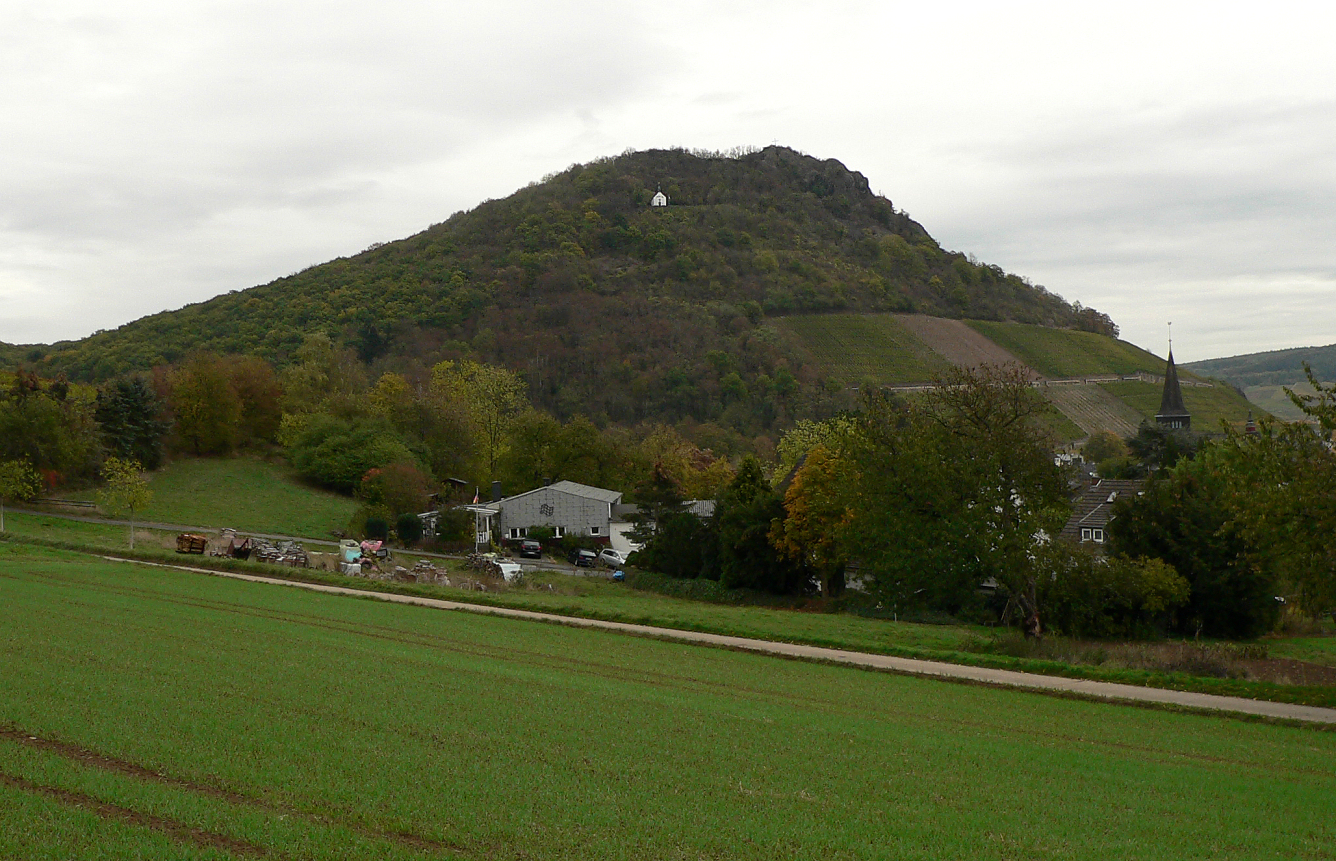
De 272 m hoge berg Landskrone bij Heppingen met de Maria-Hilf-Kapelle (Kapel O.L.Vrouwe van Bijstand)
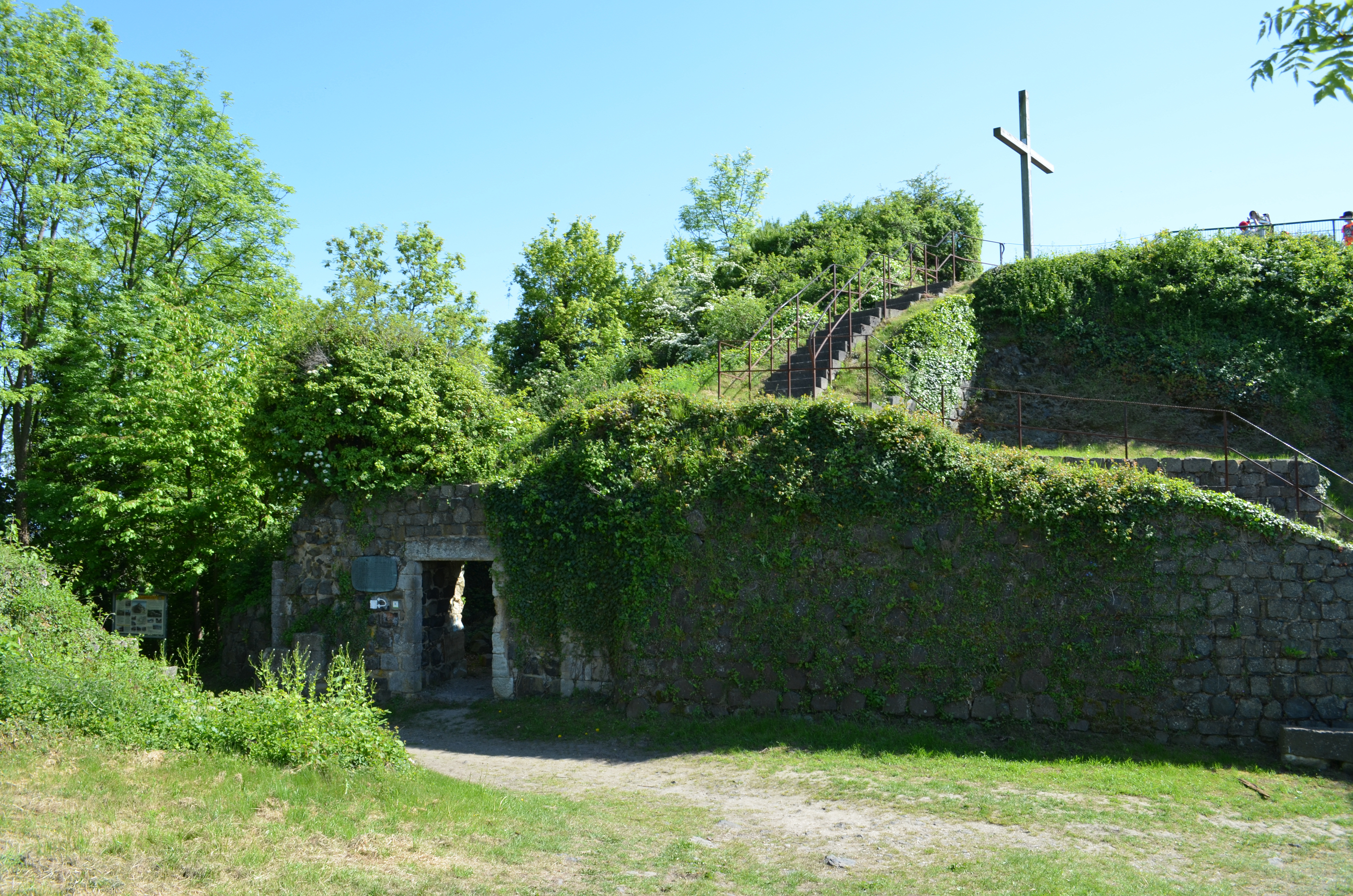
Kasteelruïne (1206) op deze berg
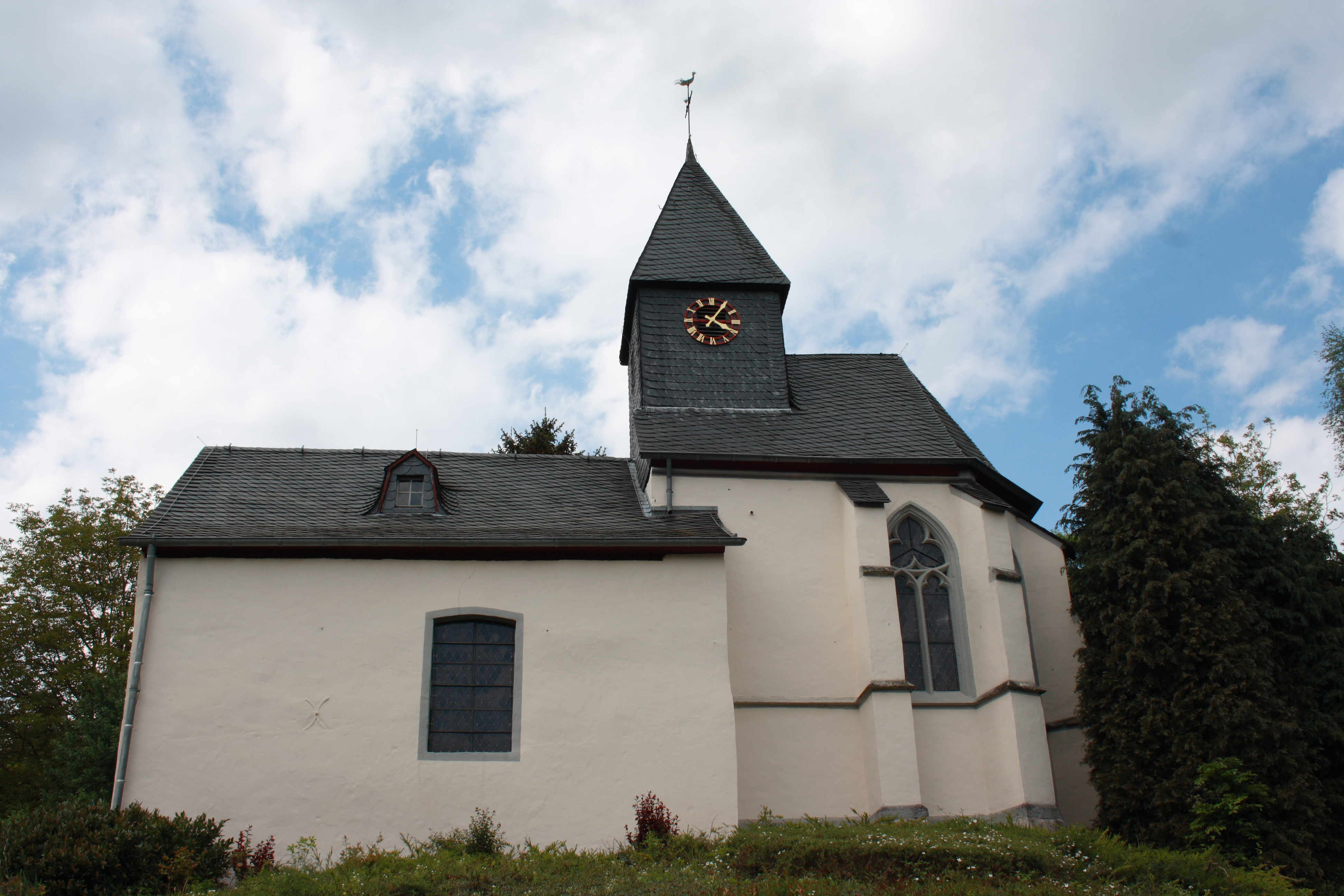
Kapel St. Cosmas en Damianus te Gimmigen
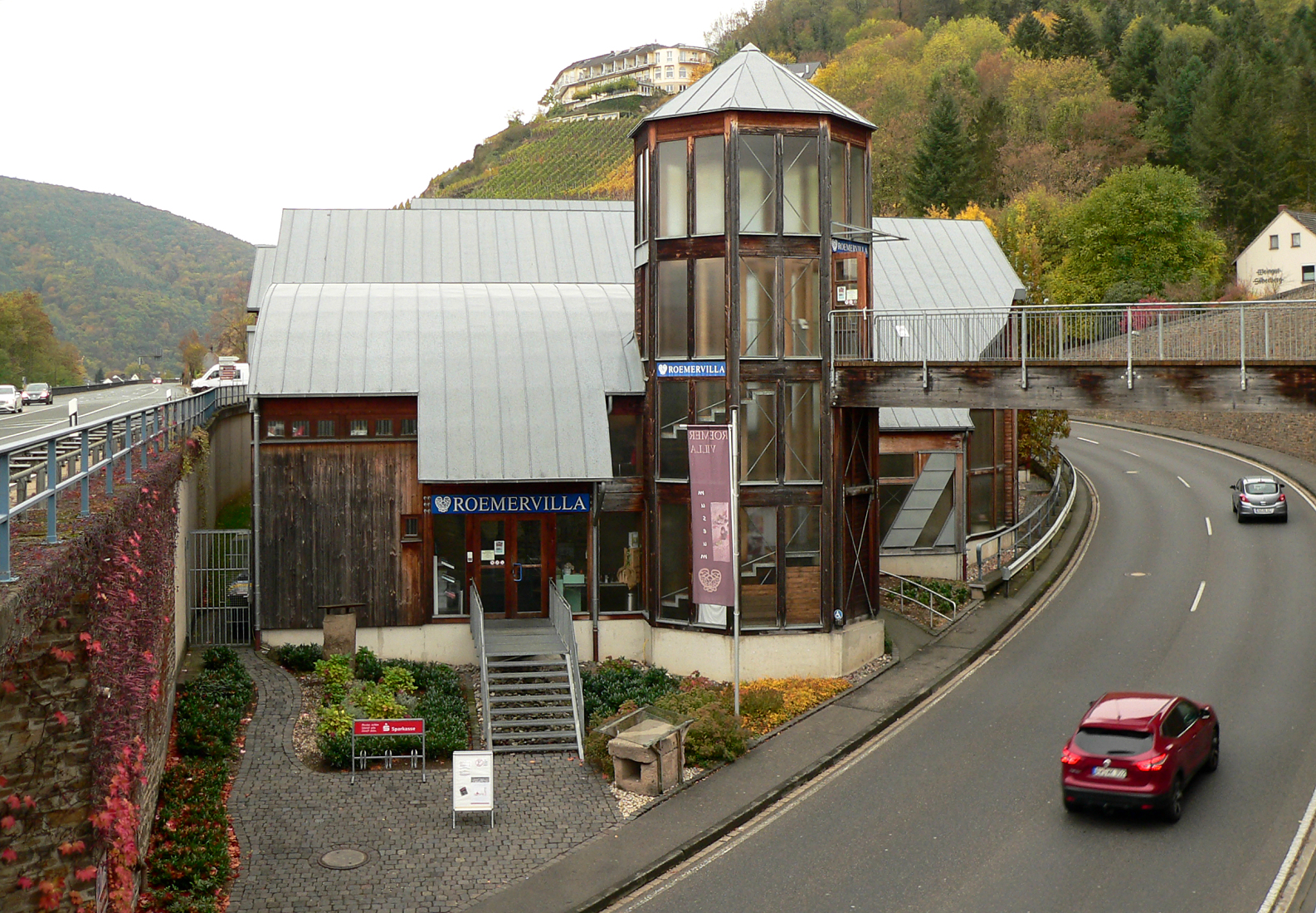
Exterieur museum Romeinse opgravingen te Ahrweiler
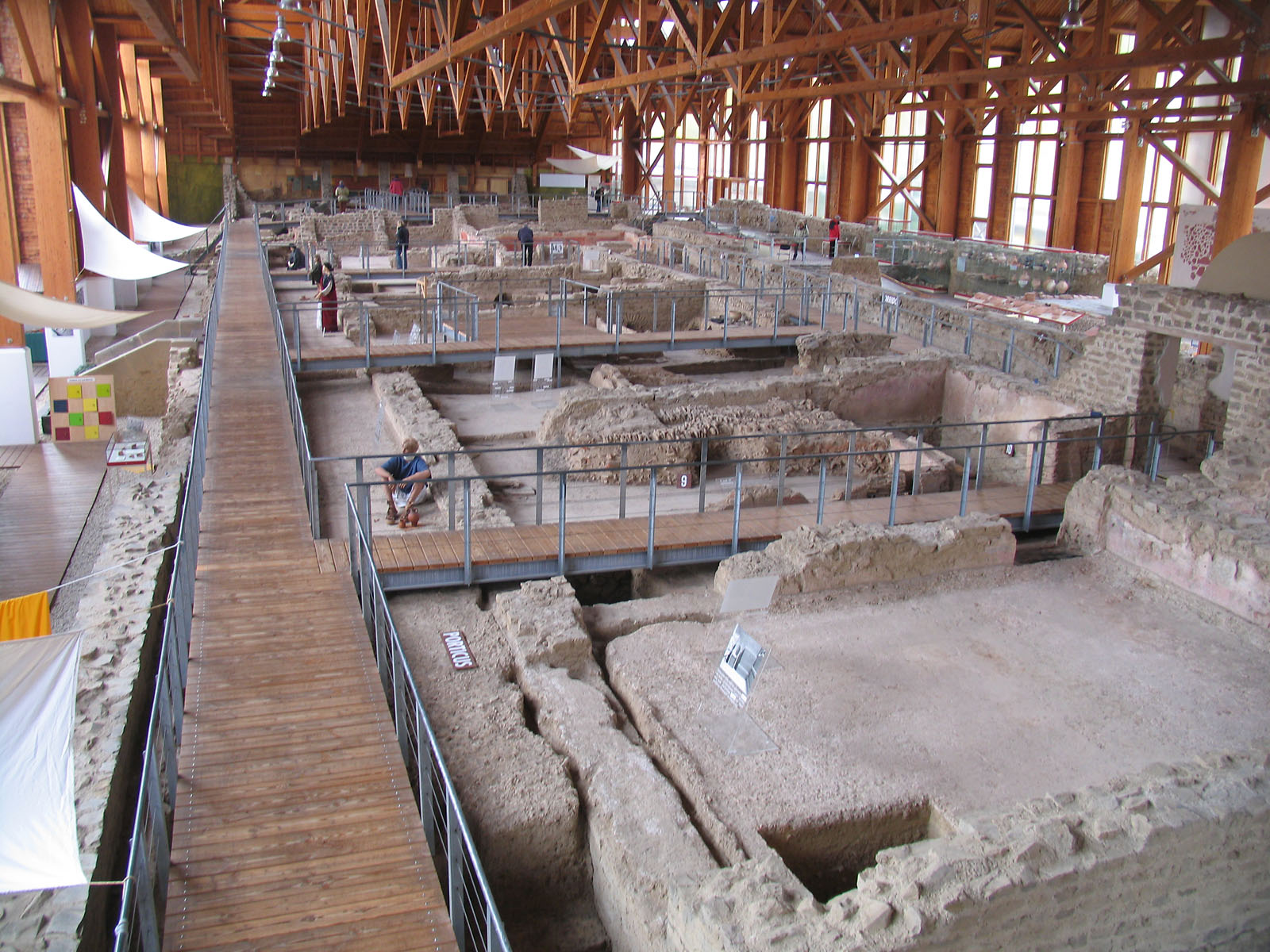
Interieur museum Romeinse opgravingen te Ahrweiler
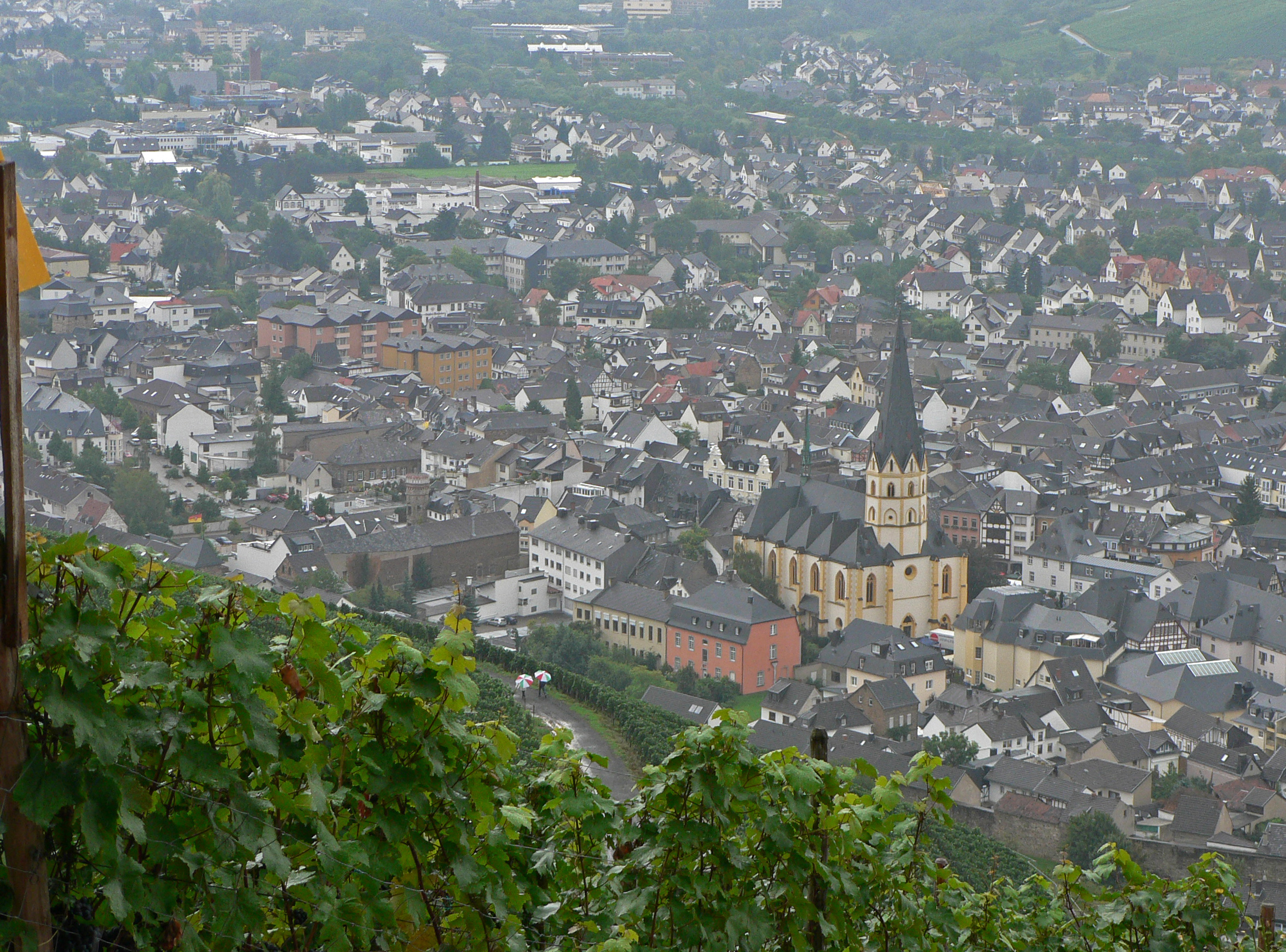
Gezicht vanaf de heuvels op Ahrweiler
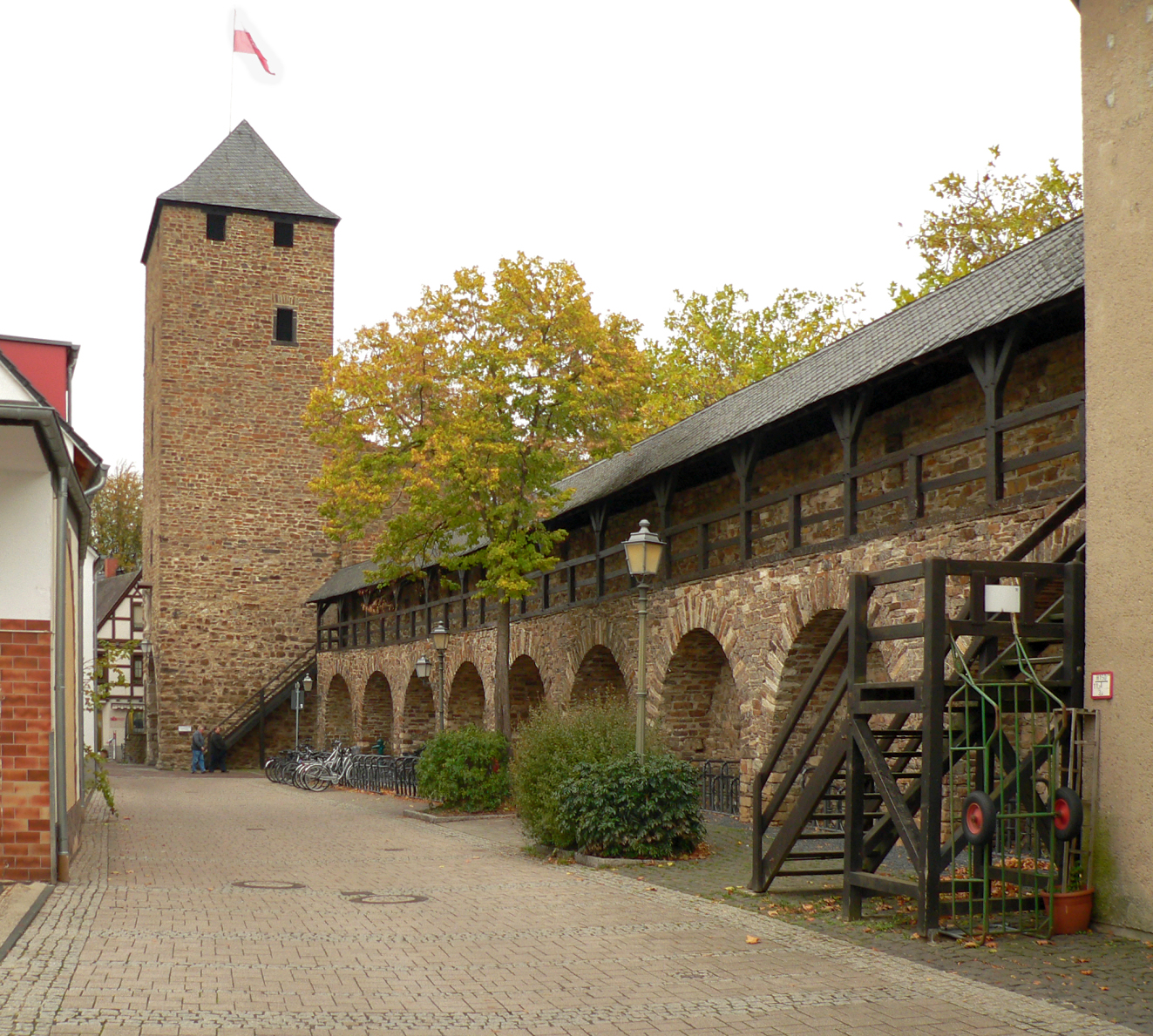
Stadsmuur van Ahrweiler
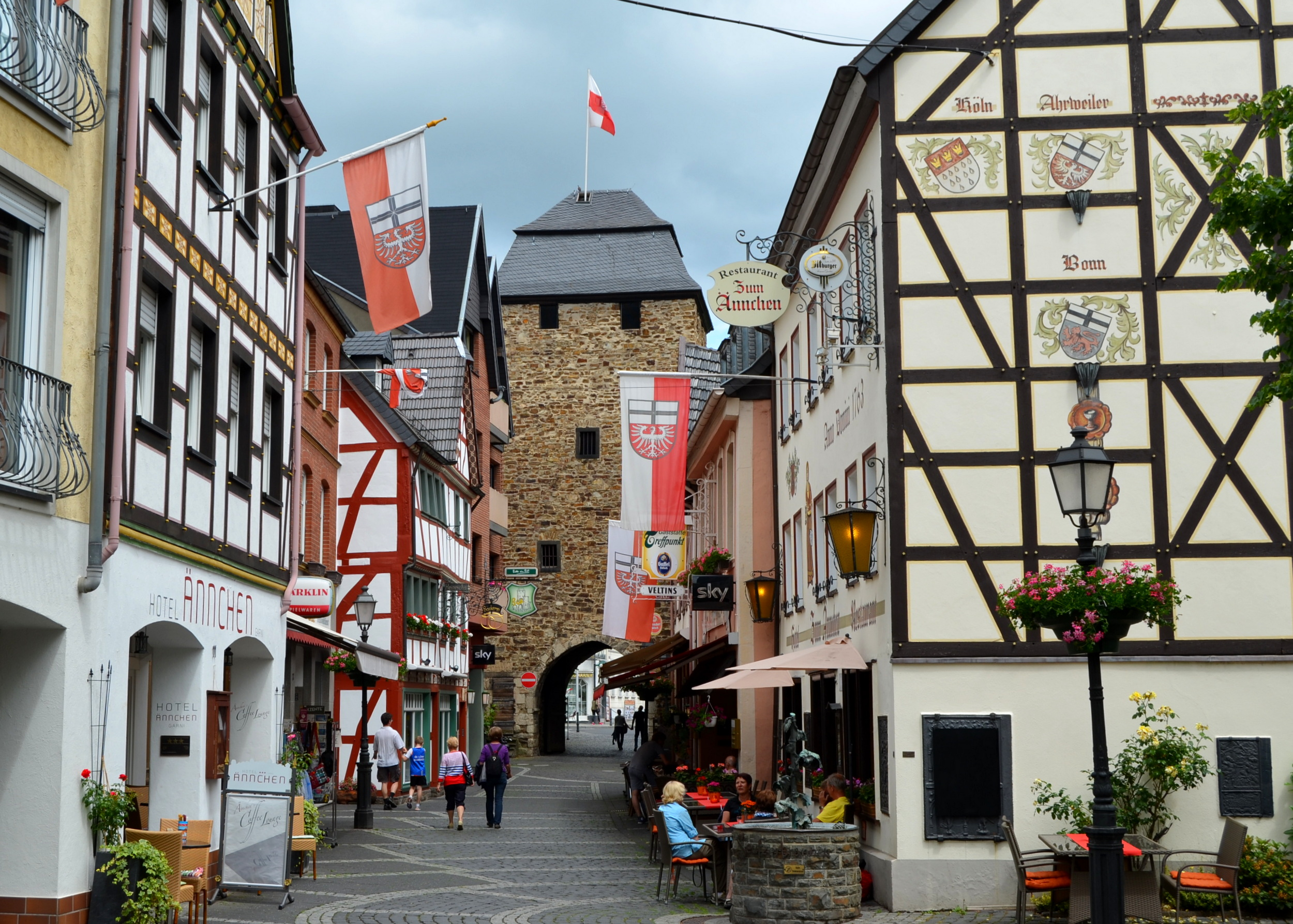
Ahrweiler, vakwerkhuizen en winkels aan de Niederhutstraße (++) en Niedertor (++)
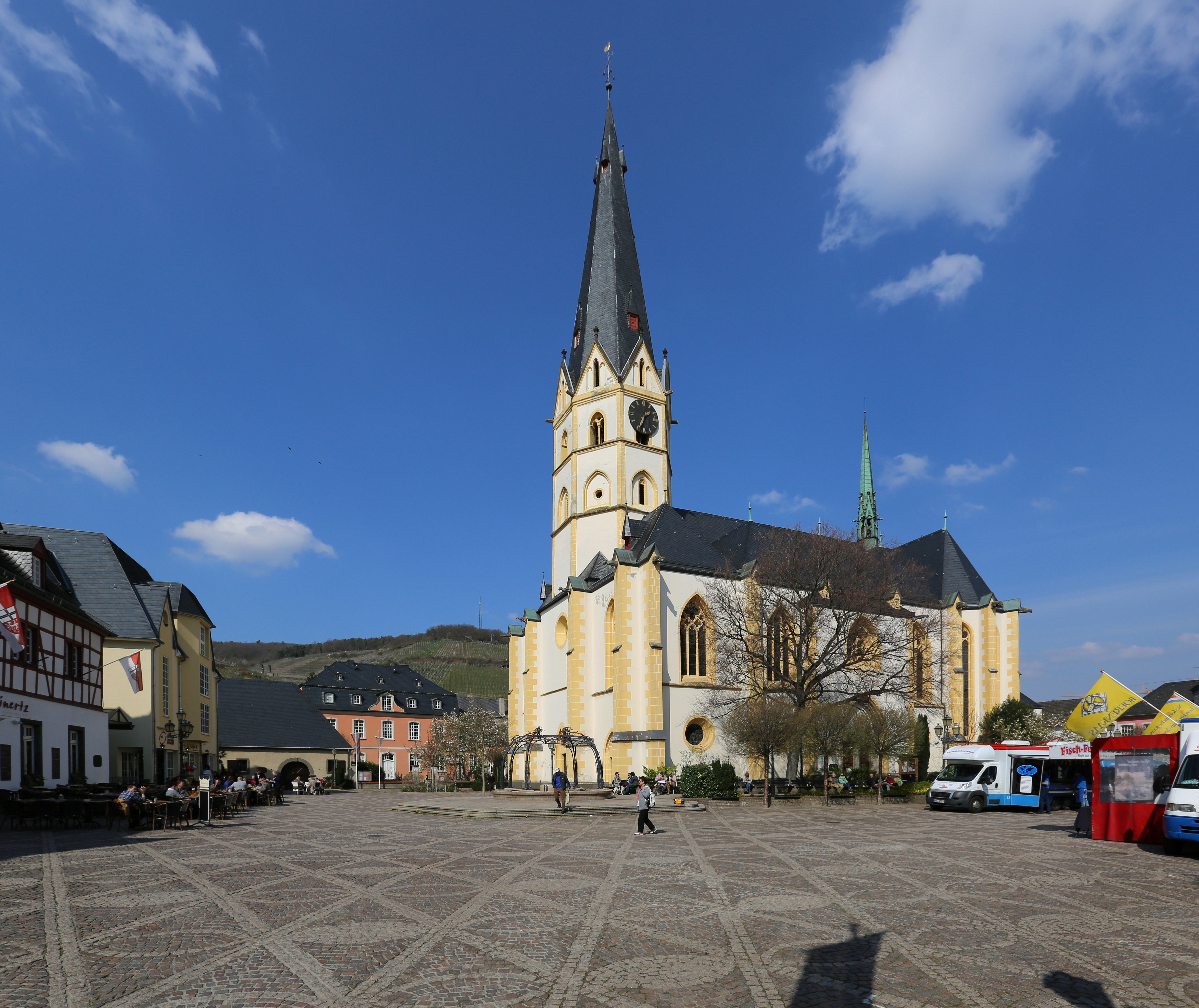
Ahrweiler, St. Laurentiuskerk
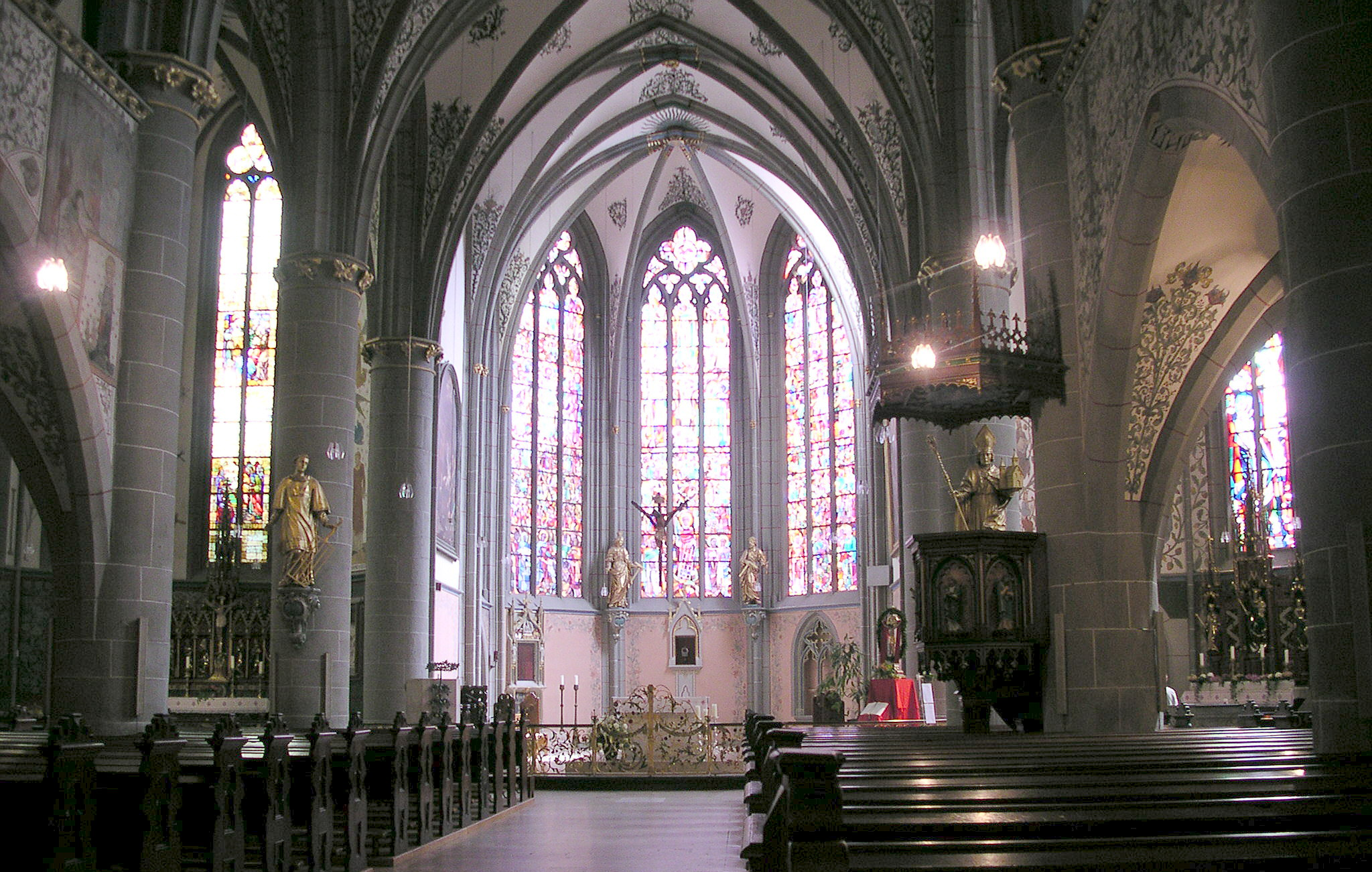
Interieur van deze kerk
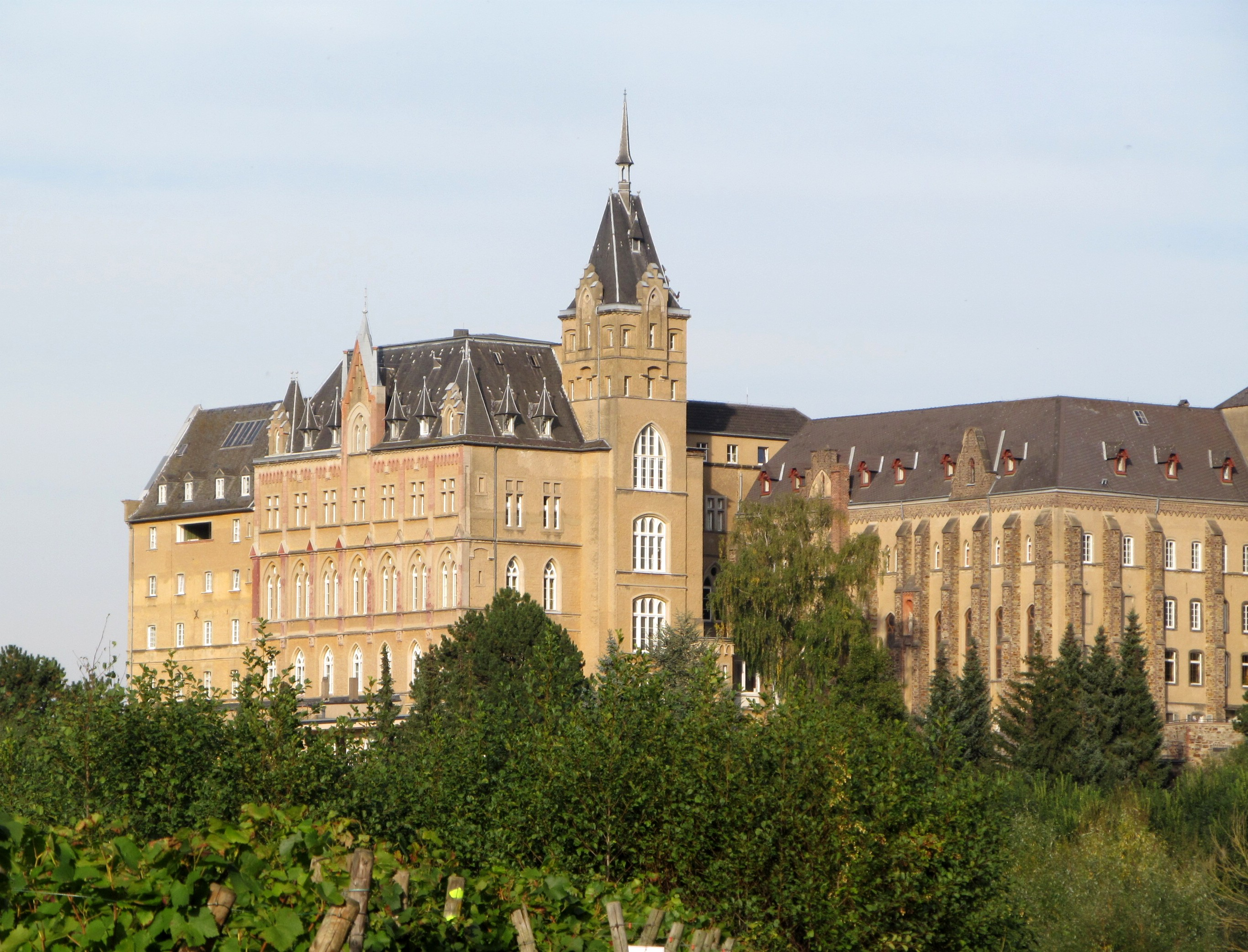
Klooster Kalvarienberg bij Ahrweiler
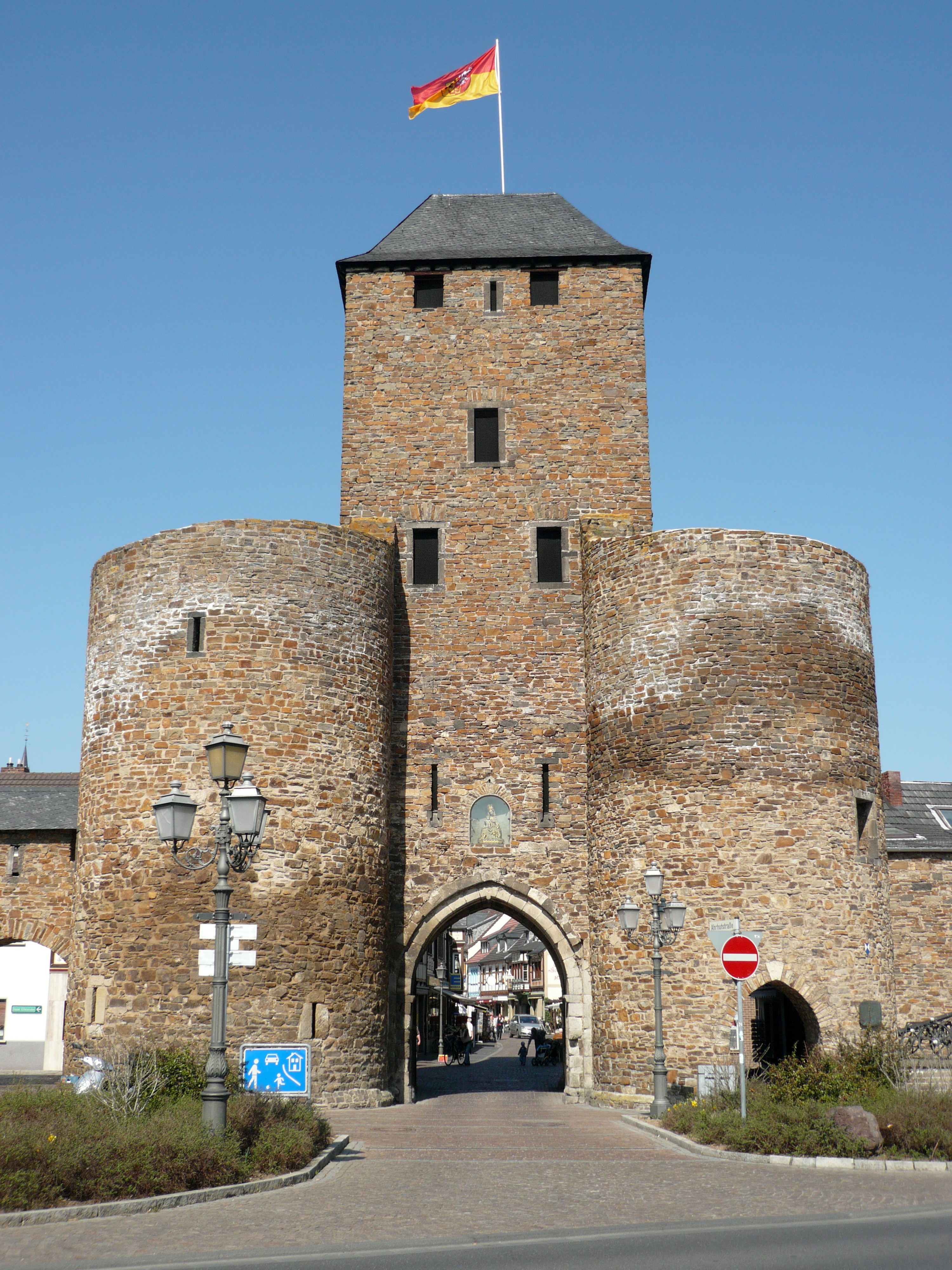
Ahrpoort (++) aan de zuidzijde van het centrum van Ahrweiler
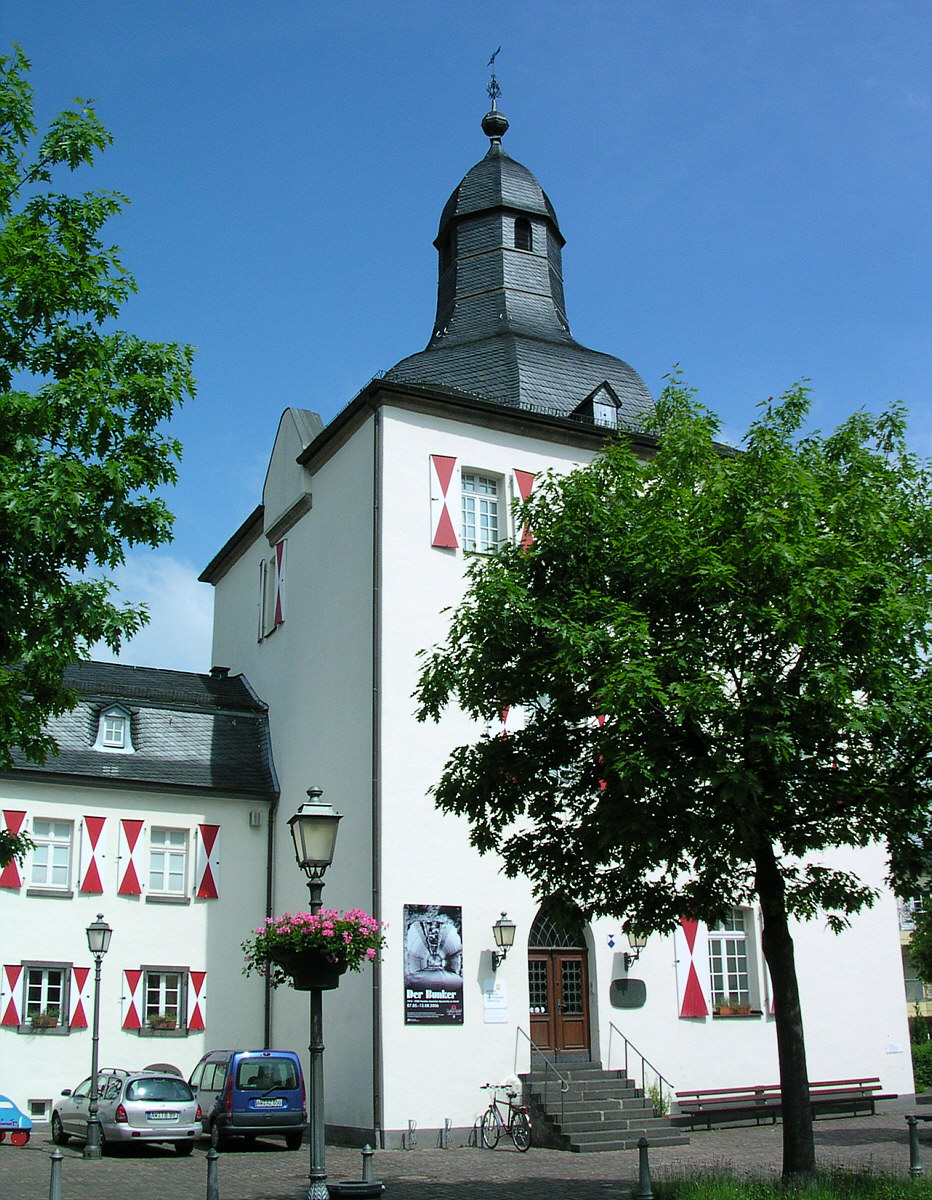
Ahrweiler, stedelijk museum in de Witte Toren (Weißer Turm)
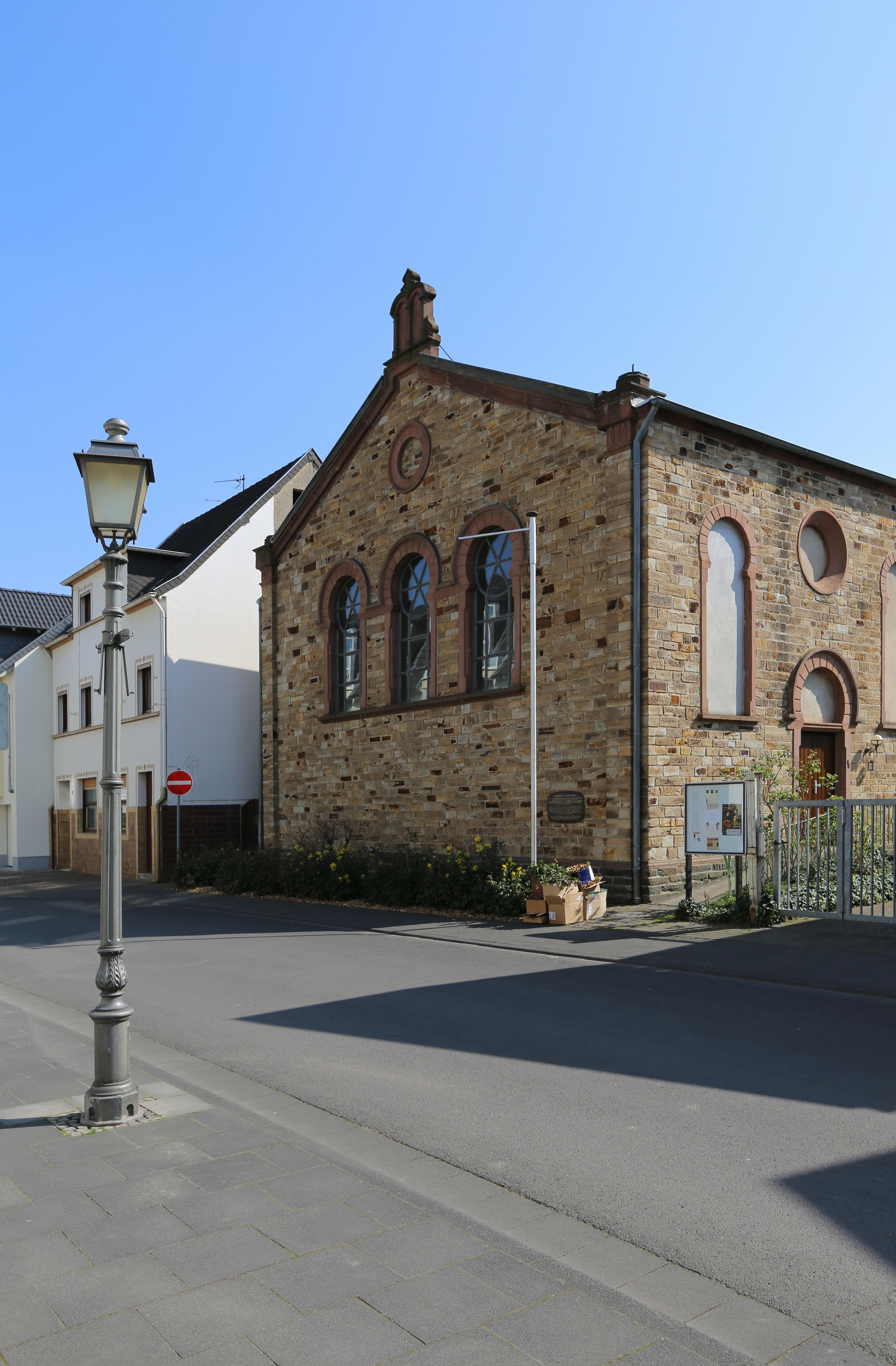
Voormalige synagoge van Ahrweiler
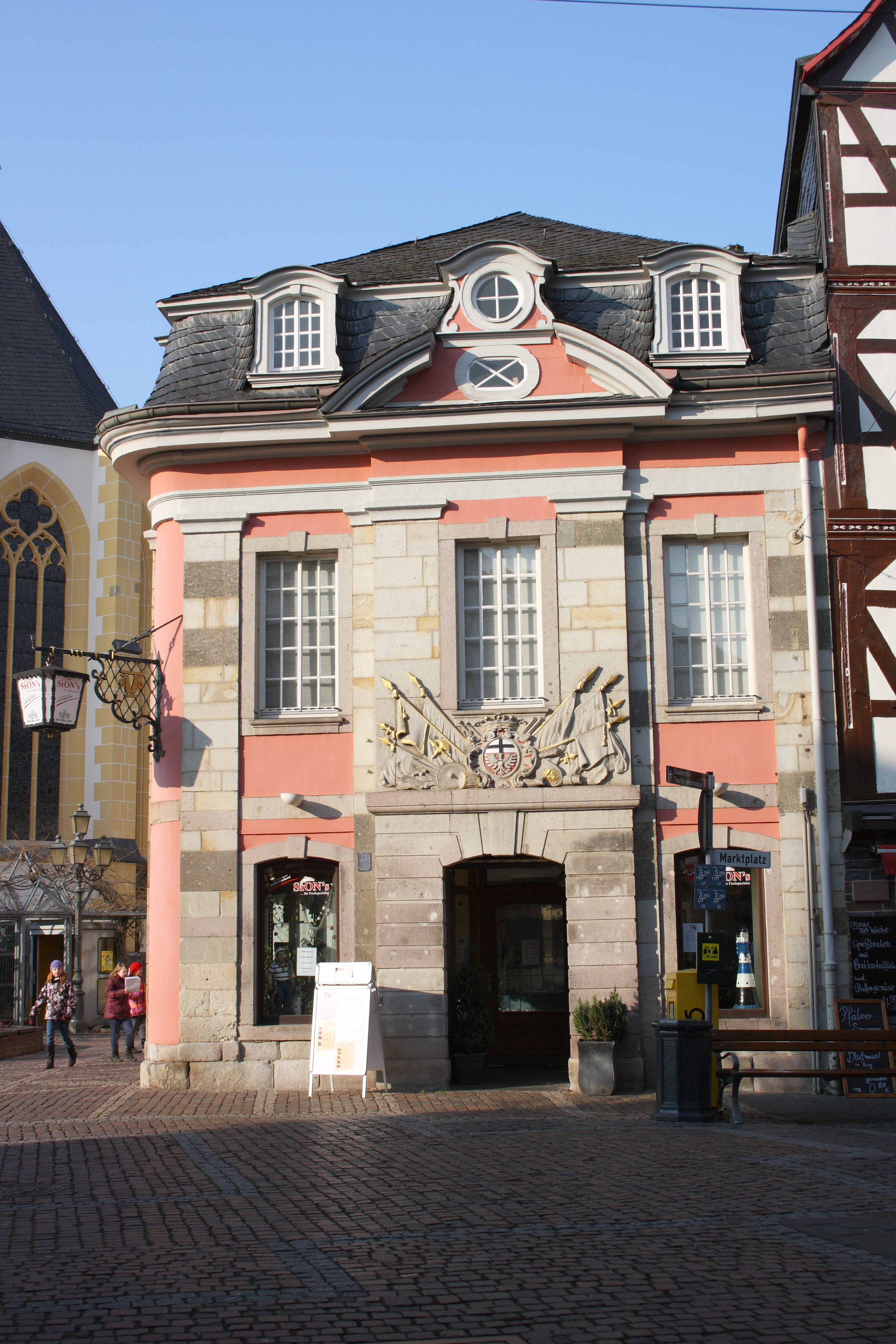
Stadtwache
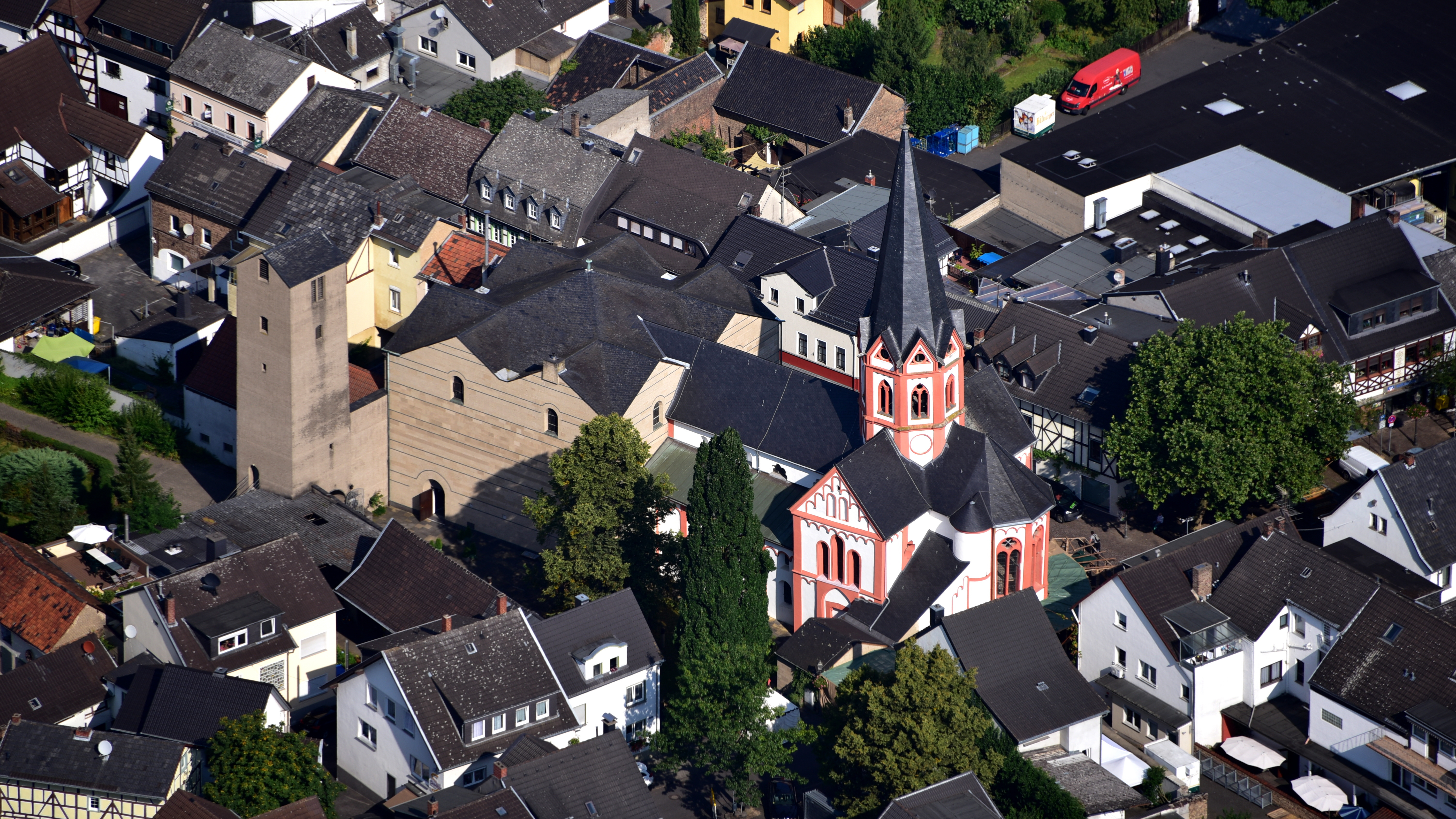
Heimersheim, St. Mauritiuskerk
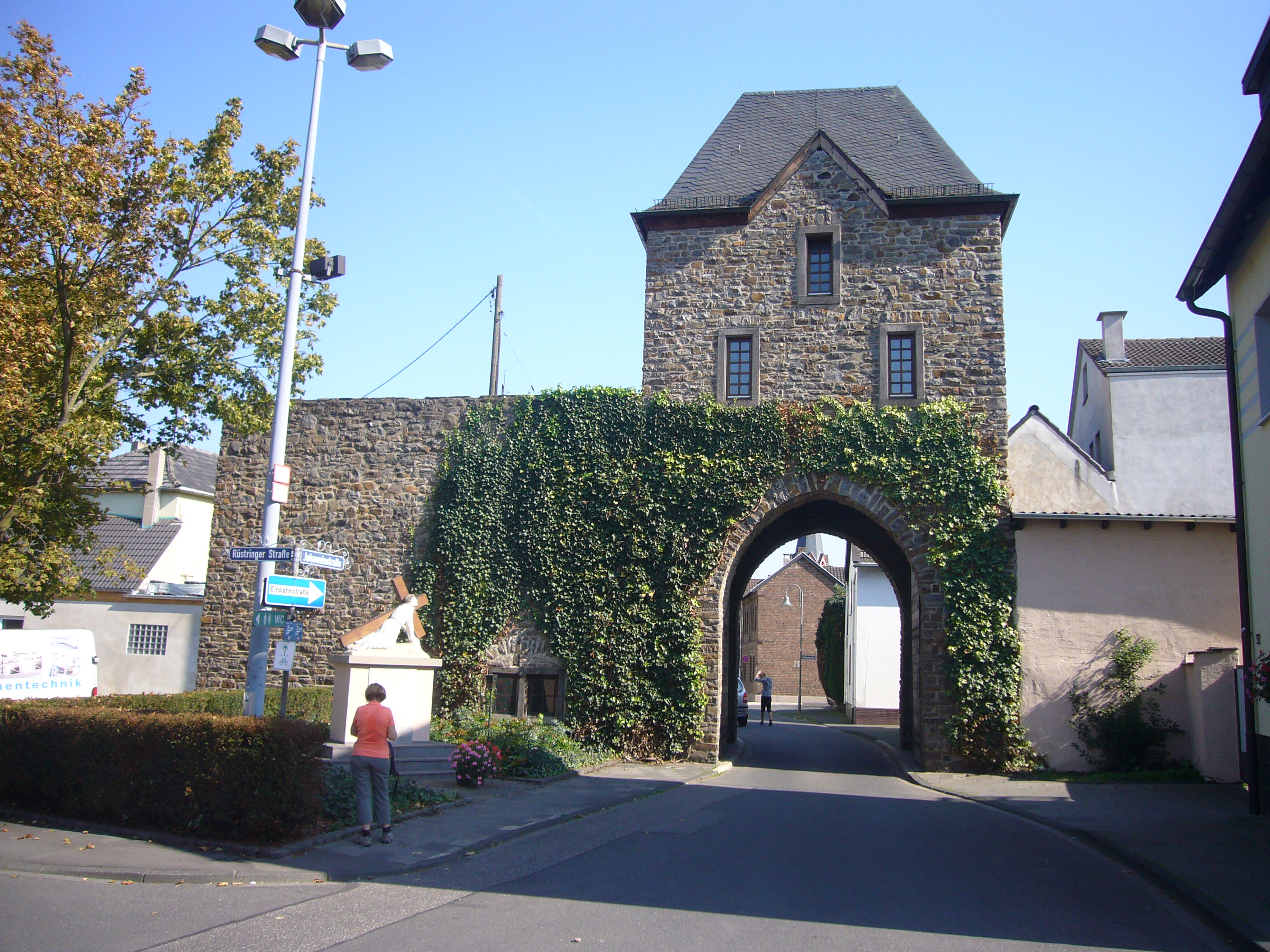
Westtor (Westpoort), Heimersheim
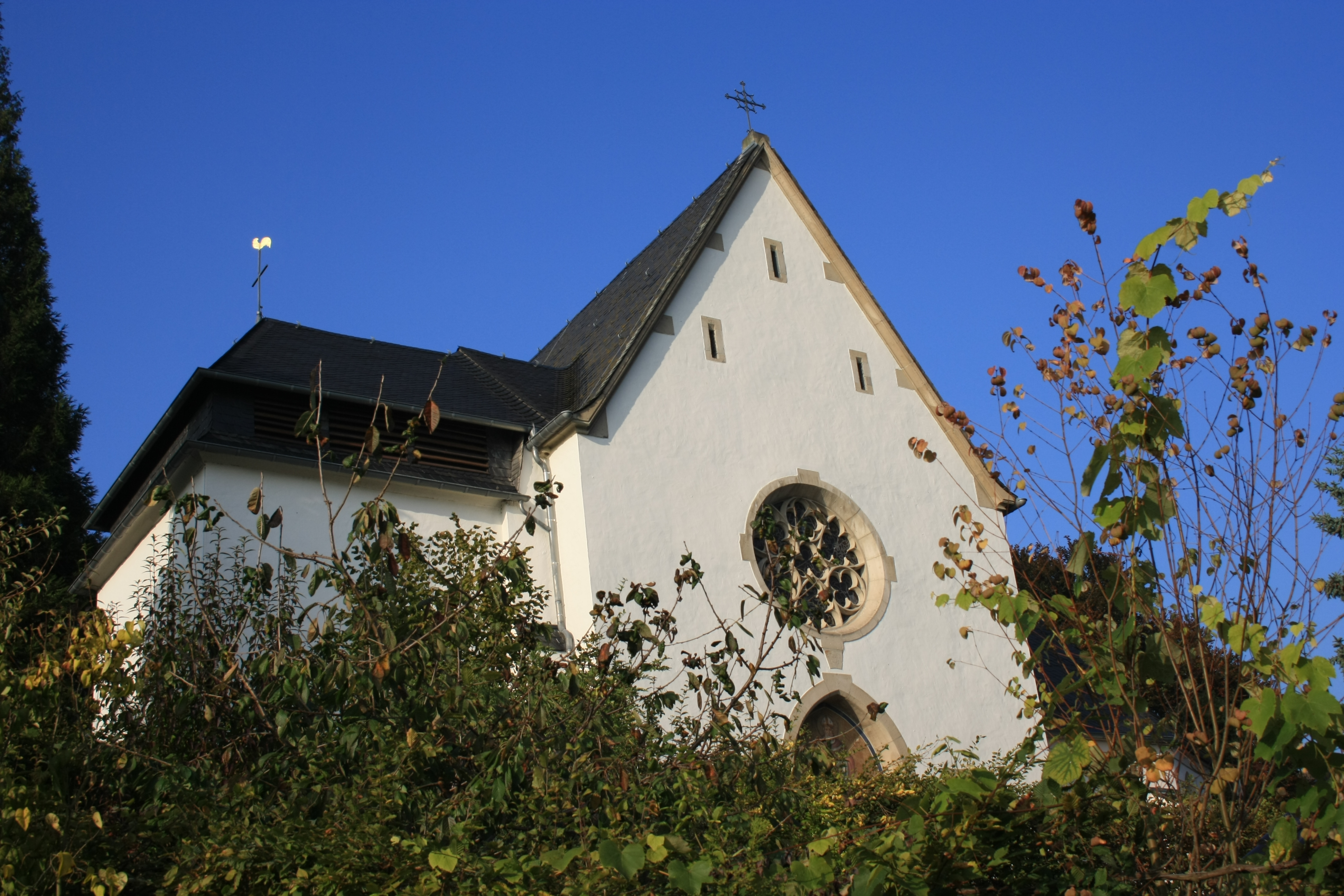
St. Lambertuskerkje, Kirchdaun (1909; gedeelte van 14e-eeuwse eerdere kerk gedeeltelijk behouden)
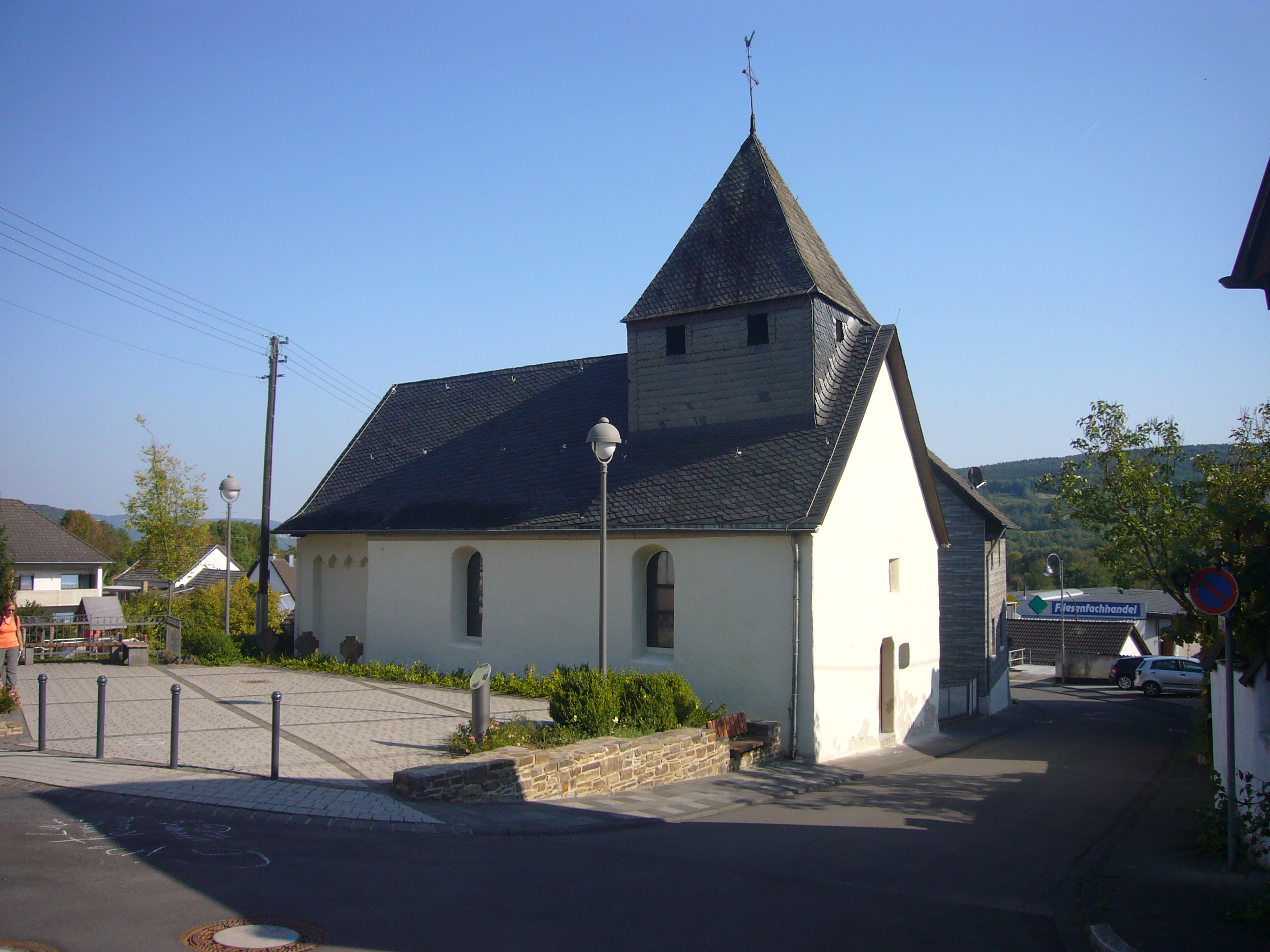
Lohrsdorf, 18e-eeuwse kapel St. Pieter en Marcellinus
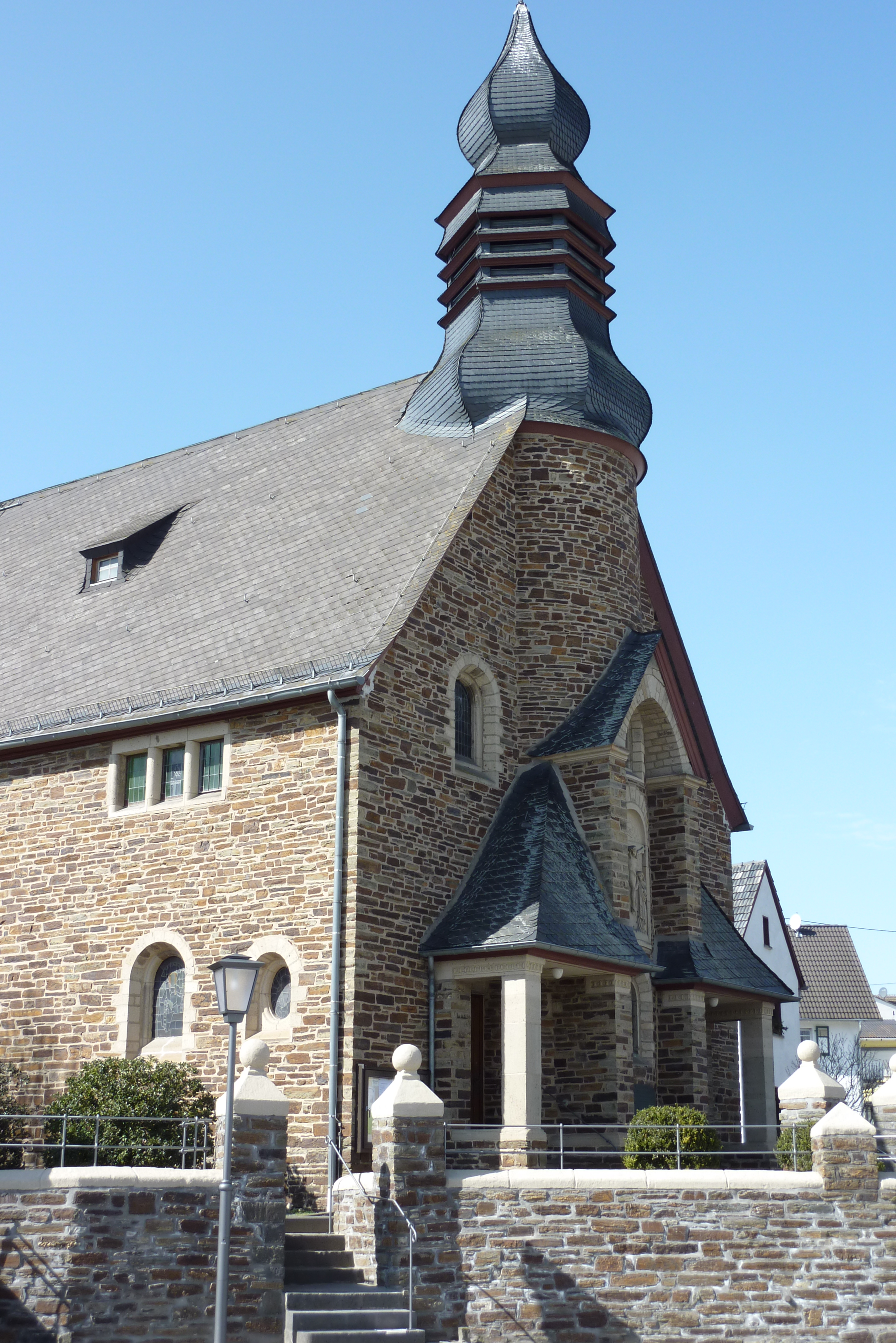
St. Barbarakerk (1908; Jugendstil), Ramersbach
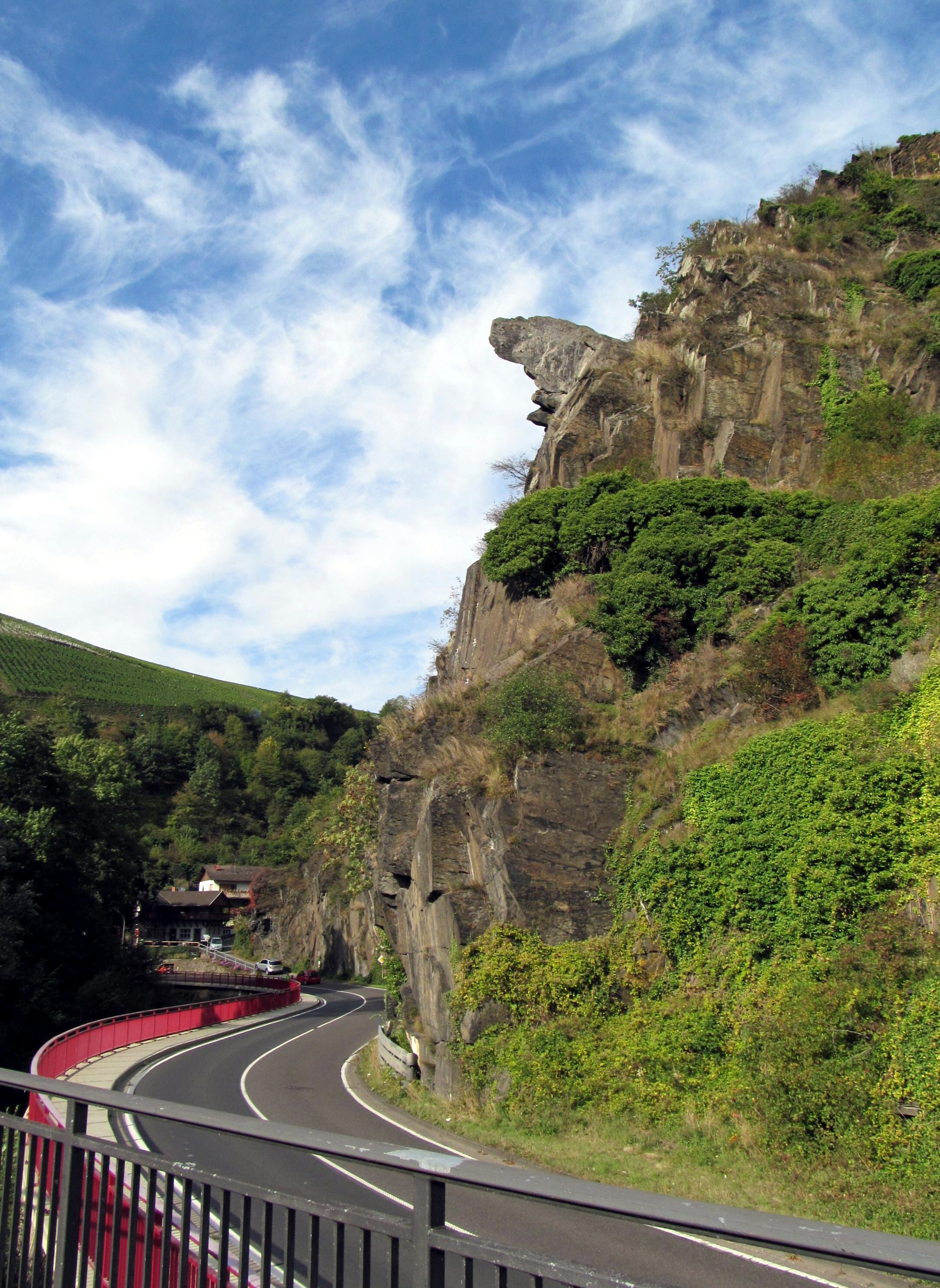
Rotsformatie Bunte Kuh tussen Dernau en Walporzheim
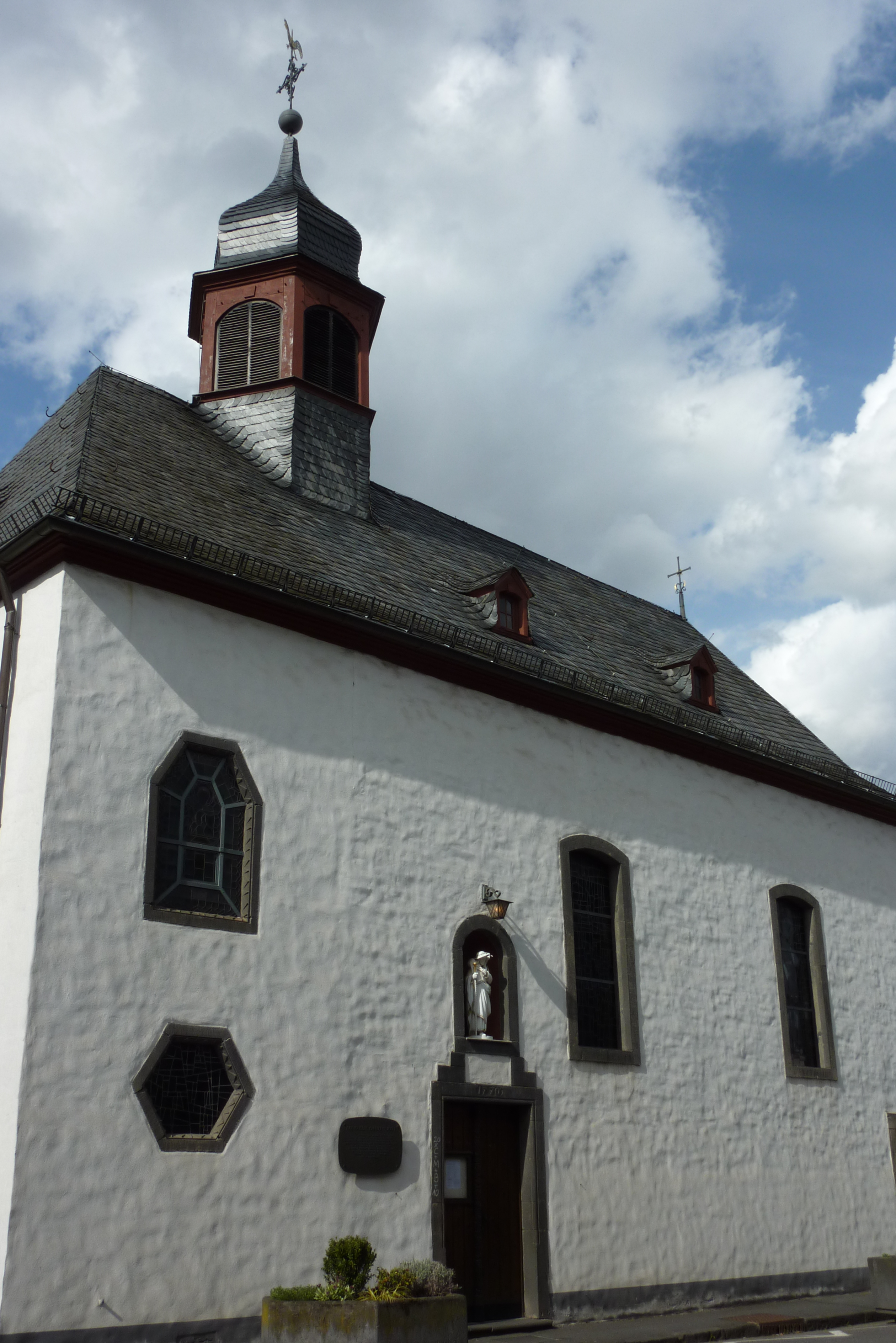
St. Jozefskapel, Walporzheim
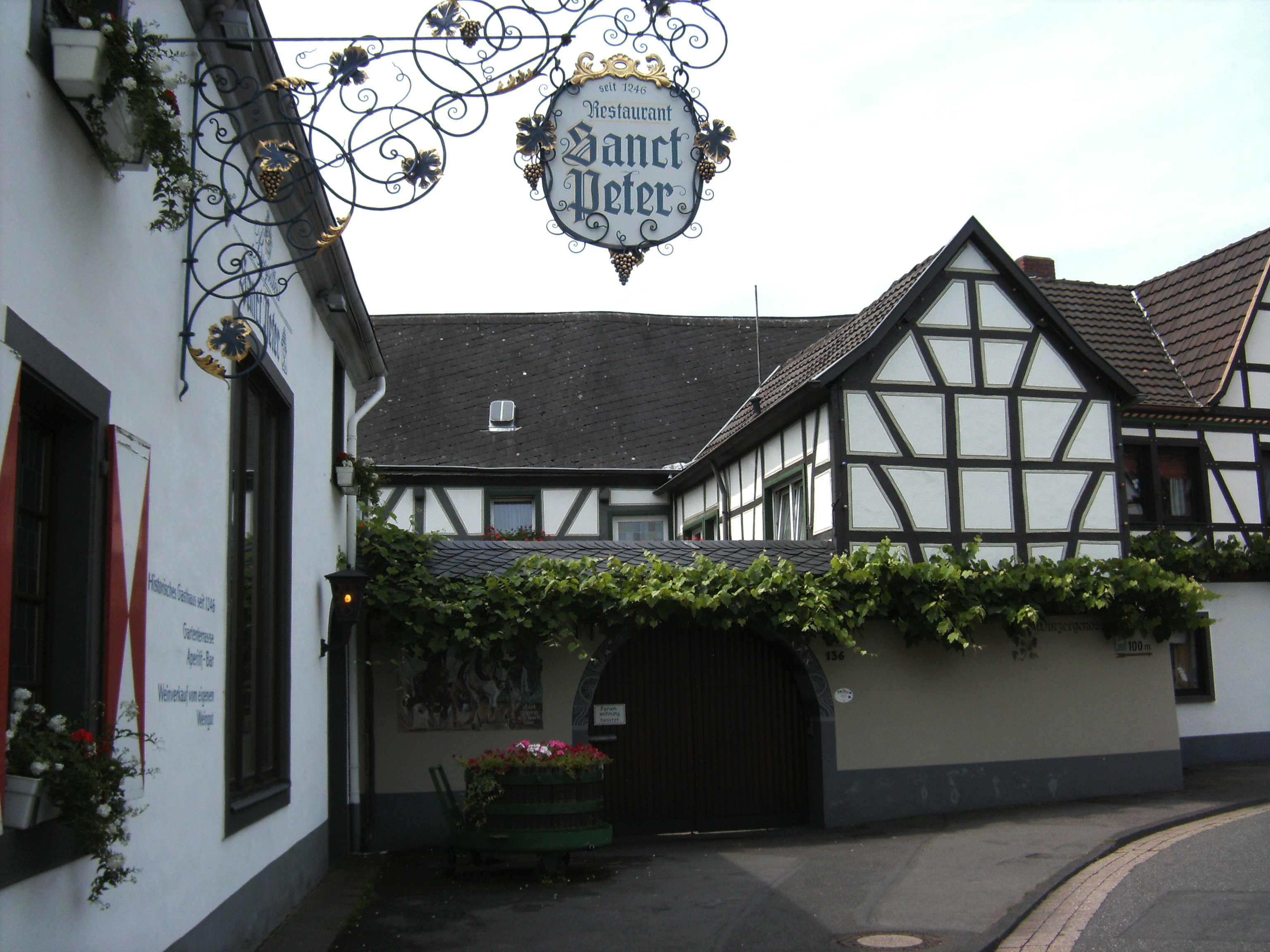
Walporzheim, herberg Sanct Peter anno 1246

## Belangrijke personen in relatie tot de gemeente

### Geboren in de gemeente
- Georg Kreuzberg (* 2 augustus 1796 in Ahrweiler; † 24 december 1873 ibidem) ontdekker van de geneeskrachtige bronnen, oprichter van het bedrijf  Apollinaris en van het Heilbad te Bad Neuenahr.
- Markus Stenz (* 28 februari 1965 te Bad Neuenahr-Ahrweiler), Duits dirigent
- Björn Glasner (* 5 mei 1973 te Bad Neuenahr-Ahrweiler), Duits voormalig wegwielrenner.
- Jan van Eijden (* 10 augustus 1976 te Bad Neuenahr-Ahrweiler), Duits voormalig baanwielrenner.
- Ricarda Funk (* 15 april 1992 te Bad Neuenahr-Ahrweiler) Duits kanovaarster

### Overigen
- Christian Hülsmeyer (Eydelstedt, 25 december 1881 – Ahrweiler, 31 januari 1957), Duits wetenschapper, grondlegger van de moderne radartechniek
- Ida Noddack (Lackhausen, 25 februari 1896 – Bad Neuenahr, 24 september 1978), geboren Ida Eva Tacke, Duits scheikundige en natuurkundige

## Weblinks
- www.bad-neuenahr-ahrweiler.de/roemervilla-ahrweiler/ Webpagina gemeente Bad Neuenahr-Ahrweiler over het museum met de Romeinse villa
- www.silent-witness.nl/2017/11/06/interview-arie-van-houwelingen-overlevende-rebstock/ Getuigenis (2017) van een Nederlandse overlevende van KZ Rebstock
- www.regbu.de/Fremdsprachen/NL1.html Website museum Duitse regeringsbunker